# Team Lotus
Team Lotus – zespół i konstruktor wyścigowy, założony przez Colina Chapmana jako siostrzana firma Lotus Cars.
Lotus brał udział w takich seriach, jak Formuła 1, Formuła 2, Formuła Ford, Formuła Junior, Indianapolis 500 czy 24h Le Mans. W Formule 1 Lotus zdobył sześć tytułów w klasyfikacji kierowców, a siedem w klasyfikacji konstruktorów. Pod przewodnictwem Chapmana Lotus wprowadził wiele innowacji, takich jak monocoque czy „wing car”, ważnych nie tylko dla Formuły 1, ale i dla całego sportu motorowego. Innowacje te prowadziły jednak często do problemów technicznych oraz wypadków, w tym śmiertelnych; żartowano, że nazwa „Lotus” to skrót od „Lot of Trouble, Usually Serious” („Dużo Problemów, Zwykle Poważnych”). Założyciel zmarł w roku 1982, a Lotus rozpadł się w 1995 roku. W 2010 roku za sprawą grupy 1Malaysia nazwa Lotus wróciła do Formuły 1. W latach 2012–2015 pod nazwą „Lotus” w Formule 1 startował dawny zespół Renault.

## Początki

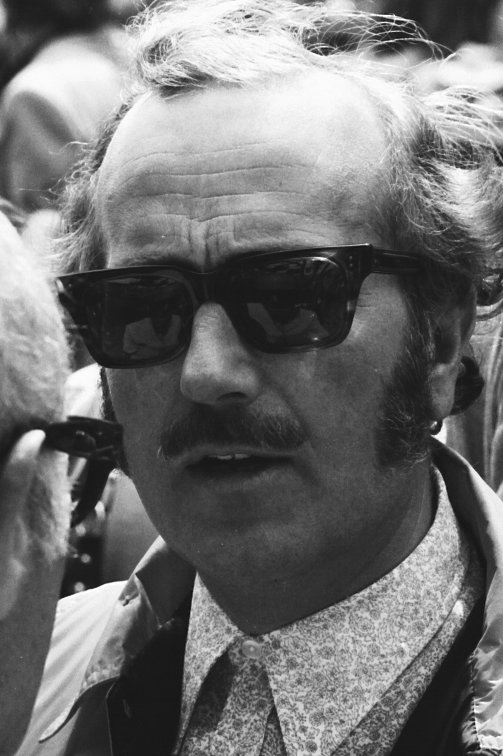
Colin Chapman

W 1952 roku Colin Chapman założył wspólnie z Michaelem Allenem w brytyjskiej miejscowości Hornsey fabrykę samochodów sportowych, Lotus Engineering Ltd.. Samochody, takie jak Mk 6 (1953) czy Mk 8 (1954), odniosły sukces. W 1954 roku z Lotus Engineering Ltd. utworzono podspółkę, Team Lotus, która miała być zaangażowana w sporty motorowe. Nazwę tę nadała żona Chapmana. W emblemacie, składającym się z brytyjskich kolorów wyścigowych: żółci i zieleni, znalazły się inicjały Chapmana, ACBC (od Anthony Colin Bruce Chapman). W 1957 roku samochody Lotus zadebiutowały w Formule 2. Kierowcami byli Cliff Allison i Reg Bricknell, którzy prowadzili modele Lotus 11 napędzane silnikami Coventry Climax. W roku 1958 Allison wygrał Lotusem 12 rundę Formuły 2 na torze Silverstone.

## Formuła 1

### Debiut

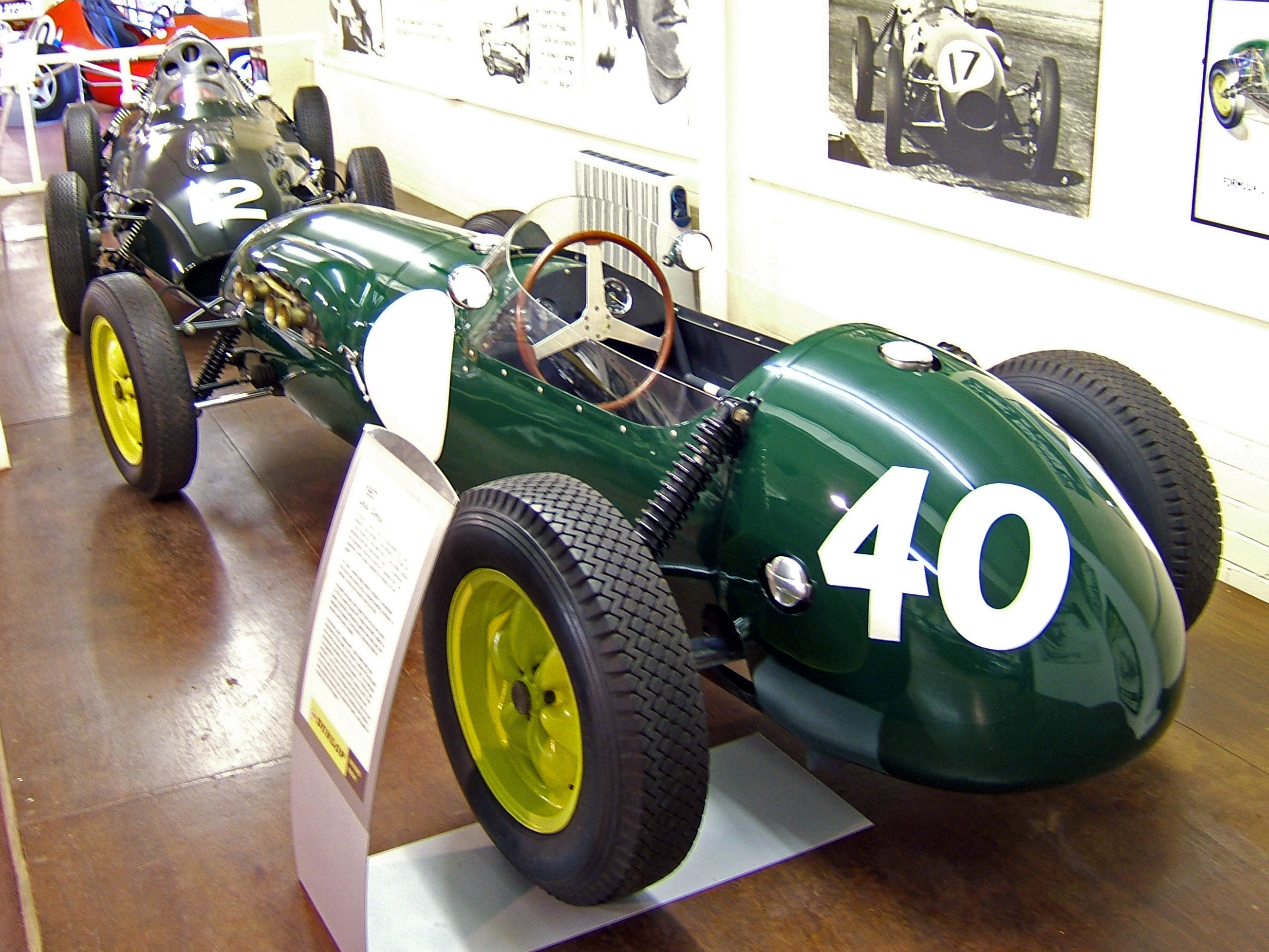
Lotus 12, pierwszy samochód Lotusa w Formule 1

Chapman wystawił Lotusa z silnikiem Climax umieszczonym z przodu dla Cliffa Allisona i Grahama Hilla na sezon 1958 Formuły 1. Samochód ten miał klasyczne, zielone barwy, które Lotus utrzymał do roku 1968 włącznie. W swoim pierwszym sezonie Lotus zajął szóste miejsce w klasyfikacji konstruktorów dzięki trzem punktom Allisona, zdobytym za czwarte miejsce w Grand Prix Belgii.
W 1959 roku Lotus nadal korzystał z silników Climax umieszczonych z przodu. Z czwórki jeżdżących dla Lotusa kierowców tylko Innes Ireland zdołał wywalczyć punkty. 5 punktów Brytyjczyka dało Lotusowi czwarte miejsce w klasyfikacji konstruktorów.
Po 1959 roku zdecydowano, że silniki będą umieszczane w Lotusach nie z przodu, a centralnie. Firma mogła również rozszerzyć swoje możliwości dzięki przeniesieniu siedziby do Cheshunt.
W 1960 roku do Lotusa przyszedł Jim Clark, który był związany z zespołem aż do swojej śmierci w 1968 roku. W barwach Lotusa w 1960 roku zadebiutował również John Surtees. Ten kierowca zdobył pierwsze w historii startów Lotusa pole position, co miało miejsce w Grand Prix Portugalii 1960. Również w 1960 roku Lotus osiągnął pierwsze podium w historii startów w Formule 1, dzięki drugiemu miejscu Innesa Irelanda w Grand Prix Holandii. Pierwsze zwycięstwo samochodem Lotus w Formule 1 odniósł Stirling Moss podczas Grand Prix Monako 1960, ale Moss nie był wtedy fabrycznym kierowcą Lotusa, a kierowcą zespołu Rob Walker Racing Team. Podczas Grand Prix Belgii w twarz Alana Staceya, jadącego z prędkością 200 km/h, uderzył ptak. Stacey na skutek tego wypadku zginął. Na koniec sezonu 1960 Lotus zajął drugie miejsce w klasyfikacji konstruktorów.

### Lata 60.: Clark, Hill i Rindt
Pierwsze zwycięstwo dla fabrycznego zespołu Lotusa odniósł Innes Ireland w roku 1961 podczas Grand Prix Stanów Zjednoczonych na torze Watkins Glen. Lotus ponownie był drugi w klasyfikacji konstruktorów.
W tym czasie Lotus przeniósł się do Hethel w hrabstwie Norfolk.
W sezonie 1962 jedynymi kierowcami zespołu byli Jim Clark i Trevor Taylor. Clark zdobył sześć pole positions, ale Lotus 24 okazał się stosunkowo zawodnym samochodem. Wprawdzie Clark wygrał trzy wyścigi sezonu i przed ostatnim wyścigiem, Grand Prix RPA, miał jeszcze szansę na mistrzostwo, ale odpadł z tego wyścigu na skutek wycieków oleju, i mistrzem został Graham Hill. Lotus ponownie był drugi w klasyfikacji konstruktorów. 22 grudnia 1962 roku dwukrotny motocyklowy mistrz świata Gary Hocking zmarł na skutek wypadku Lotusa 24 w niewliczanym do mistrzostw Formuły 1 Grand Prix Natalu.

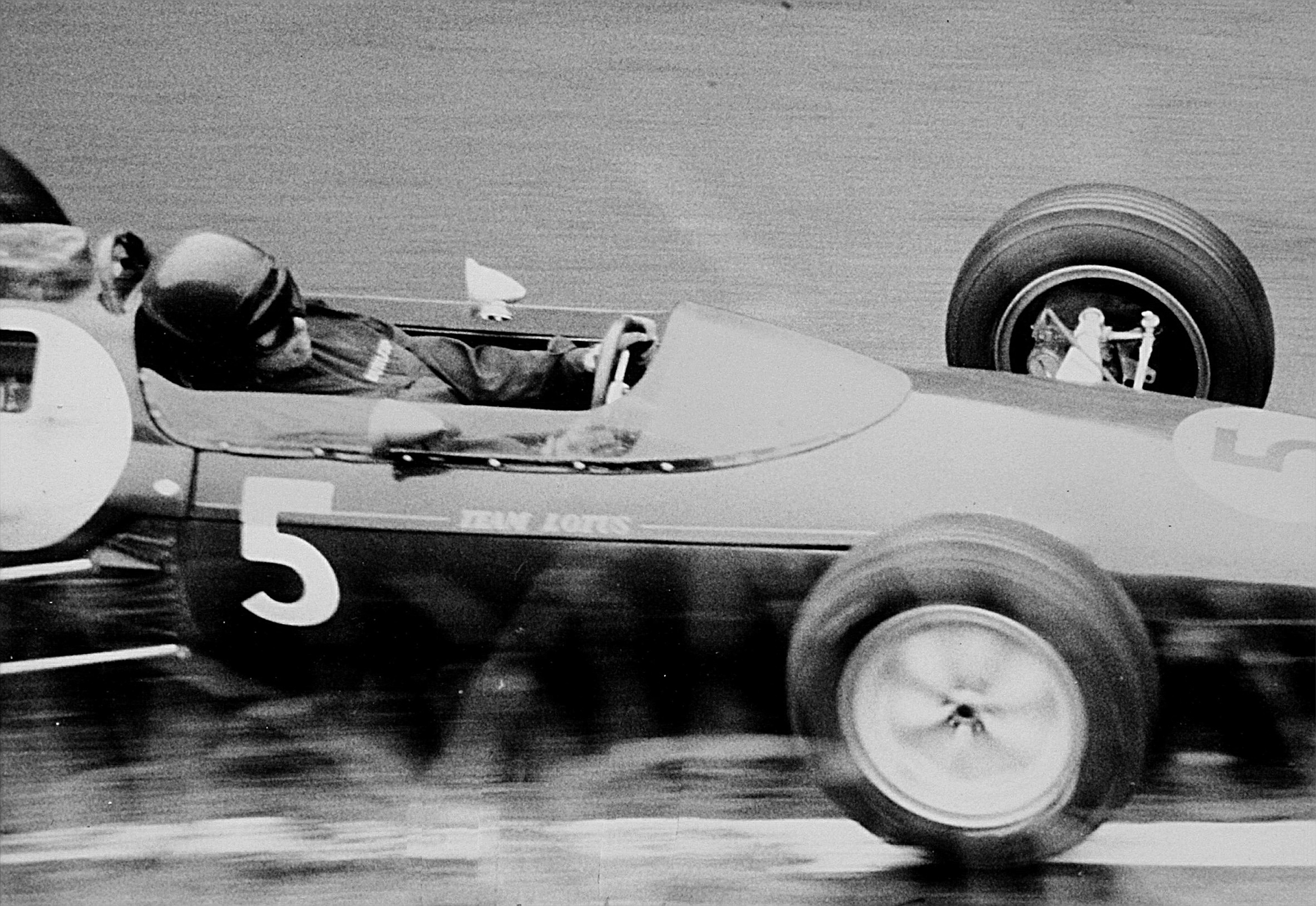
Jim Clark w 1962 roku (Lotus 24)

Jeszcze w 1962 roku Lotus wprowadził innowacyjny model 25. Był to pierwszy samochód w historii Formuły wykorzystujący monocoque. Zarówno Lotus, jak i Jim Clark zdobyli tytuły w swoich klasyfikacjach, zdobywając maksymalną liczbę punktów – 54. W sezonie 1963 Clark nie stanął na podium jedynie w Grand Prix Monako. Model 25 okazał się tak skuteczny, ponieważ kratownica przestrzenna została zastąpiona przez odpowiednio ukształtowane płaszczyzny z blachy aluminiowej wzmocnione stalowymi przegrodami, służącymi równocześnie jako punkty mocowania zawieszenia i silnika. Samochód był przez to lżejszy i sztywniejszy.
W sezonie 1964 kolegą zespołowym Clarka był Peter Arundell, który popełniał jednak wiele błędów technicznych. Clark miał szansę na tytuł jeszcze przed ostatnim wyścigiem sezonu, Grand Prix Meksyku. Jednakże w wyścigu tym zaznał problemów z silnikiem, przez co dojechał do mety na piątym miejscu. Ostatecznie mistrzem świata został John Surtees, a Clark ukończył sezon na trzecim miejscu w klasyfikacji kierowców.
W sezonie 1965 Clark wygrał sześć wyścigów: Grand Prix RPA oraz pięć wyścigów z rzędu: od Grand Prix Belgii do Grand Prix Niemiec. Nie wygrał jedynie odbywającego się pomiędzy Grand Prix RPA a Grand Prix Belgii wyścigu o Grand Prix Monako, co było spowodowane uczestnictwem brytyjskiego kierowcy w zawodach Indianapolis 500, które wygrał. Mimo faktu, iż Clark nie ukończył trzech ostatnich wyścigów sezonu 1965 Formuły 1, to ponownie zdobył największą możliwą do zdobycia liczbę punktów (54).

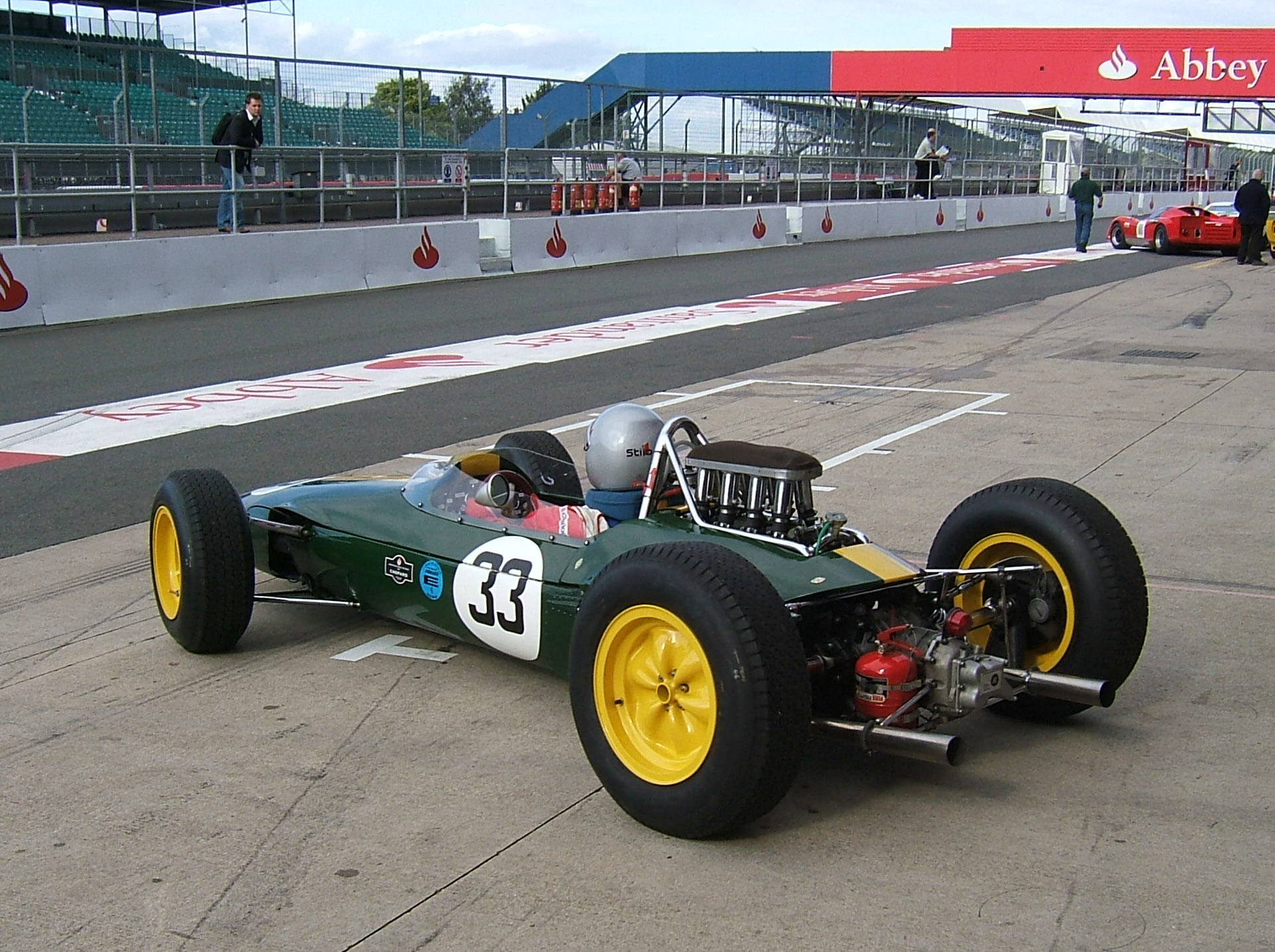
Lotus 33, uczestniczący w zawodach Formuły 1 w latach 1964–1967

Na sezon 1966 ciało zarządzające Formułą 1, CSI, zwiększyło dozwoloną pojemność silników do trzech litrów. Wciąż dostarczająca Lotusowi silniki firma Climax nie rozwijała tych silników, przez co ich klienci – w tym Lotus – otrzymali na nowy sezon niekonkurencyjne silniki. Wskutek tego Chapman próbował namówić Forda na dostawę dla Lotusa silników Cosworth, ale firma nie była skłonna w roku 1966 wydać stu tysięcy funtów na rozwój silników. Lotus postanowił więc skorzystać z silników BRM, które napędzały pojazdy brytyjskiego konstruktora od Grand Prix Włoch. Samochód Clarka napędzały nietypowe, wysokie silniki H16 o pojemności 3 litrów, a pojazd Arundella silniki V8 o pojemności 2 litrów. Jedyne zwycięstwo z silnikiem H16 Clark odniósł w Grand Prix Stanów Zjednoczonych. Sporo awarii w trakcie sezonu spowodowało, że Clark ukończył sezon na szóstym miejscu w klasyfikacji sezonu 1966.
Na sezon 1967 do Lotusa wrócił Graham Hill. W pierwszych dwóch wyścigach sezonu samochody Lotus były napędzane przez jednostki BRM (w Grand Prix RPA przez silniki 3.0 H16, a w Grand Prix Monako przez jednostki 2.0 V8). Od Grand Prix Holandii jednostki napędowe Lotusa stanowiły silniki Ford DFV 3.0 V8. W tym samym wyścigu zadebiutował nowy model Lotusa, 49. Clark wygrał ten wyścig, podobnie jak Grand Prix Wielkiej Brytanii, Stanów Zjednoczonych (w wyścigu tym Lotus odniósł pierwsze podwójne zwycięstwo) i Meksyku. W Grand Prix Włoch Clark prowadził do ostatniego okrążenia, kiedy to skończyło mu się paliwo. Ostatecznie Clark mimo problemów technicznych w kilku wyścigach nawiązał walkę z kierowcami Brabhama – Dennym Hulmem i Jackiem Brabhamem, ale sezon ukończył na trzecim miejscu w klasyfikacji kierowców, za Nowozelandczykiem i Australijczykiem.

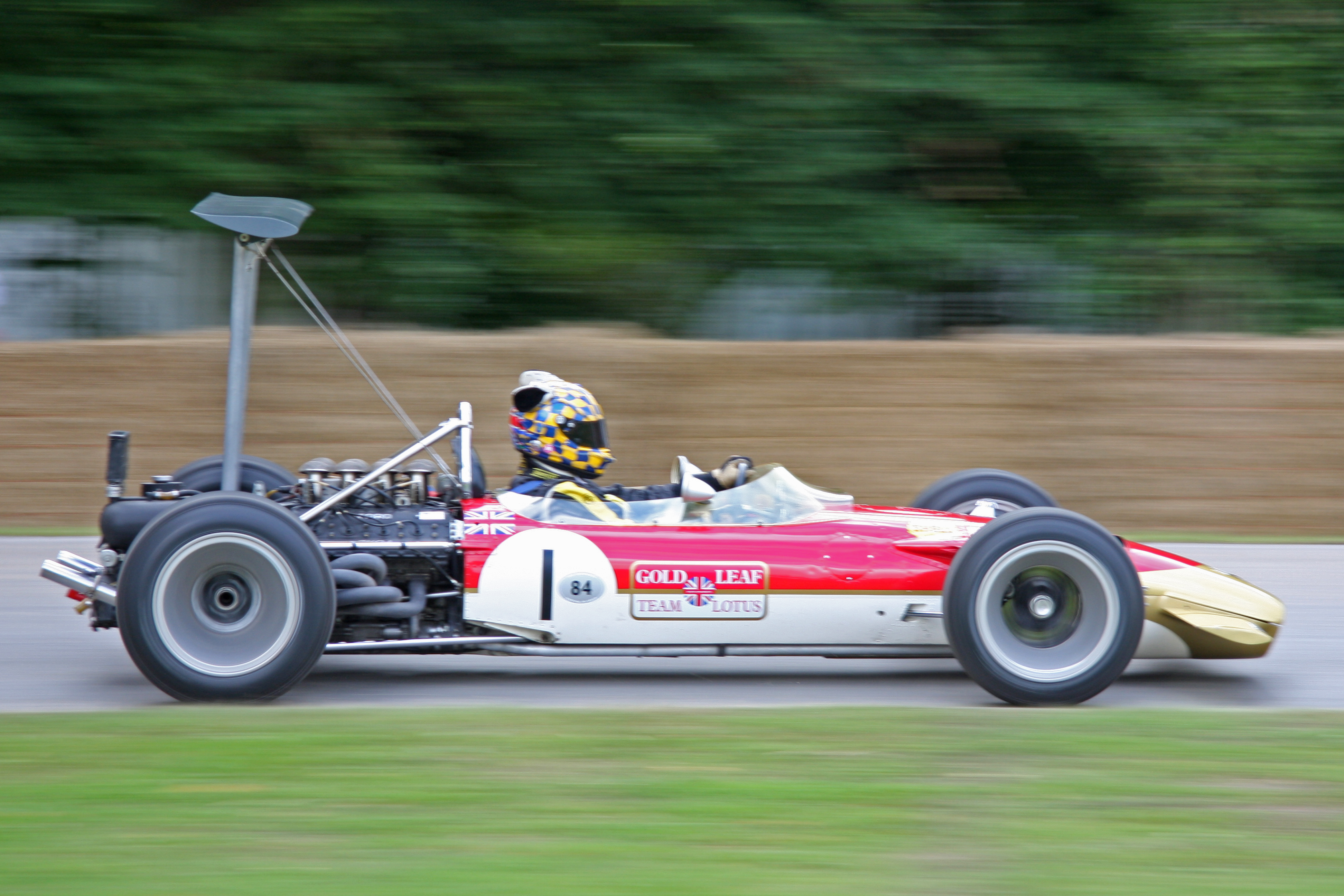
Lotus 49, pierwszy samochód w historii Formuły 1 z reklamami sponsora

Sezon 1968 rozpoczął się od Grand Prix RPA, w którym podwójne zwycięstwo odniósł Lotus. Było to jednocześnie ostatnie zwycięstwo Jima Clarka w Formule 1. 7 kwietnia 1968 roku Clark, jadący Lotusem, zginął podczas wyścigu Formuły 2 na torze Hockenheimring. Podczas treningów do zawodów Indianapolis 500 kierowca Lotusa, Mike Spence, źle wszedł w zakręt i uderzył w betonową ścianę. Wskutek tego zdarzenia złamało się prawe przednie zawieszenie, przez co Spence został uderzony kołem w głowę, które zerwało również kask. Na skutek tego wydarzenia Spence zmarł po czterech godzinach w szpitalu. W Grand Prix Monako na samochodach Lotus pojawiły się reklamy papierosów Gold Leaf; był to pierwszy przypadek sponsoringu w Formule 1. Ponadto w tym samym wyścigu samochód Lotus 49 pojawił się w wersji „B”, która była wyposażona w przedni i tylny spojler, co również było pierwszym takim rozwiązaniem w Formule 1. Wyścig ten wygrał kierowca Lotusa, Graham Hill. W następnej eliminacji sezonu, Grand Prix Belgii spojlery zastosowały Ferrari i Brabham. W Grand Prix Stanów Zjednoczonych w barwach Lotusa w Formule 1 zadebiutował Mario Andretti, zdobywając od razu pole position do tego wyścigu. Ostatecznie mistrzem świata sezonu 1968 został Graham Hill, a Lotus zdobył tytuł w klasyfikacji konstruktorów.
Na sezon 1969 Jackiego Olivera zastąpił Jochen Rindt. W Grand Prix Hiszpanii na skutek słabego mocowania tylnego spojlera obaj kierowcy fabrycznego zespołu Lotusa mieli wypadki, ale nic poważnego im się nie stało. Zespoły postanowiły zastąpić wysokie tylne spojlery niskimi. W klasyfikacji kierowców po sezonie Rindt był czwarty, a Hill siódmy. Team Lotus zajął natomiast w klasyfikacji konstruktorów trzecie miejsce, za Matrą i Brabhamem.
W sezonie 1970 kierowcą numer jeden w Lotusie był Jochen Rindt, a jego partnerem zespołowym został John Miles. W Grand Prix Hiszpanii wprowadzono Lotusa 72, który był bardzo innowacyjnym samochodem i brał udział w zawodach Formuły 1 do roku 1975. Pierwsze zwycięstwo w sezonie Rindt odniósł w trzecim wyścigu sezonu, Grand Prix Monako. Wprawdzie Jack Brabham prowadził przez większą część tego wyścigu, ale popełnił błąd, dzięki czemu wyprzedził go Rindt. Następnie Rindt wygrał cztery wyścigi z rzędu: Grand Prix Holandii, Francji, Wielkiej Brytanii i Niemiec. Przed Grand Prix Włoch Rindt wysoko ustawił przełożenia w samochodzie, dzięki czemu jego samochód mógł osiągnąć 330 km/h. Na piątym okrążeniu ostatniej części treningów, przed zakrętem Parabolica, Lotus Rindta gwałtownie skręcił w lewo i uderzył w barierę. Na skutek tego wypadku Rindt zmarł w szpitalu, nie odzyskawszy przytomności. Austriak był bardzo popularnym kierowcą i jego śmierć przygnębiła wiele osób. Włoski sąd uznał później, że przyczyną śmierci Rindta były źle zainstalowane bariery, chociaż wypadek został zainicjowany przez awarię wału hamulcowego w samochodzie. Rindt pewnie prowadził w mistrzostwach, a jedynym kierowcą, który mógł jeszcze zdobyć tytuł, był Jacky Ickx, jednakże musiał wygrać trzy pozostałe wyścigi. W Grand Prix Stanów Zjednoczonych wygrał jednak kierowca Lotusa, Emerson Fittipaldi, i pośmiertnie mistrzem świata został Jochen Rindt. Lotus w tym samym roku został mistrzem w klasyfikacji konstruktorów, uzyskawszy 59 punktów.

### Lata 70.: Fittipaldi i Andretti
W sezonie 1971 kierowcami Lotusa byli Emerson Fittipaldi i Reine Wisell. Wyniki były stosunkowo słabe, a Lotus po raz pierwszy od 1960 roku nie wygrał wyścigu. Chapman wystawił w trzech wyścigach model 56B, w którym eksperymentował z turbiną gazową. Ostatecznie w sezonie Lotus zdobył 21 punktów, co dało piąte miejsce w klasyfikacji konstruktorów.

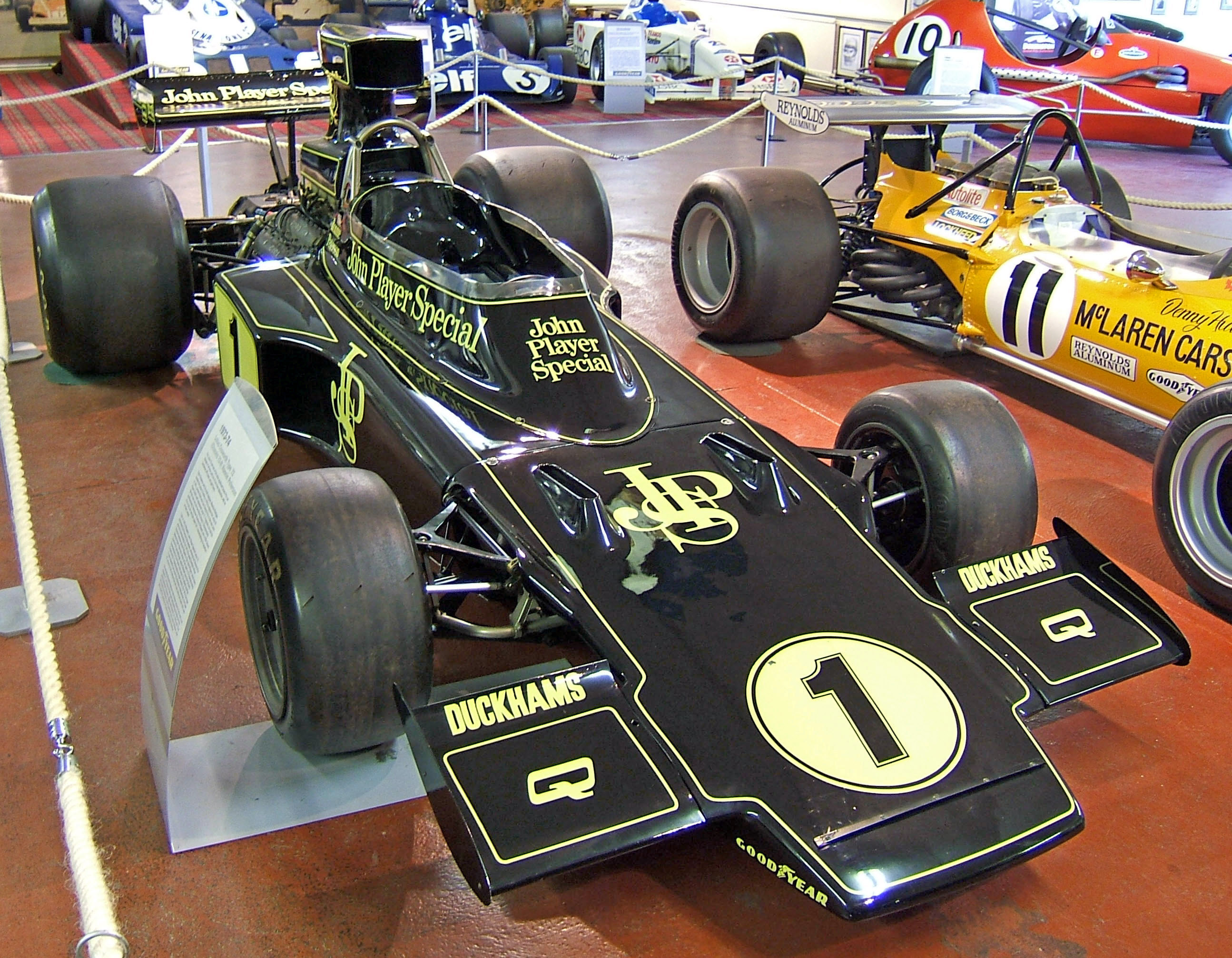
Lotus 72E

Na sezon 1972 samochody Lotus zostały przemalowane z barwy czarno-złote, zgodne z barwami papierosów John Player Special. Fittipaldi uzyskał 61 punktów, co dało mu tytuł mistrza świata. Zespołowi koledzy Fittipaldiego: David Walker (10 wyścigów) oraz Ronnie Peterson (2 wyścigi) nie zdobyli ani punktu, jednak mimo to Lotus zdobył również tytuł w klasyfikacji konstruktorów. Fittipaldi, mając 25 lat i 303 dni, został najmłodszym mistrzem świata Formuły 1 w historii; rekord ten pobił w 2005 roku Fernando Alonso.
W sezonie 1973 mistrzem świata został Jackie Stewart z Tyrrella. Fittipaldi uzyskał drugie miejsce w klasyfikacji kierowców, a Peterson – trzecie. Lotus zdołał jednak ponownie wywalczyć tytuł mistrzowski w klasyfikacji konstruktorów.
Przed sezonem 1974 Fittipaldi odszedł do McLarena, a jego miejsce zajął Jacky Ickx. Coraz mniej udany okazywał się model 72, więc Colin Chapman zastosował w kilku wyścigach Lotusa 76. Konstrukcja ta okazała się jednak niezbyt udana, i zespół wrócił do modelu 72. Peterson wygrał trzy wyścigi i w klasyfikacji kierowców uplasował się na piątym miejscu, Ickx natomiast na dziesiątym. Zespół zajął czwarte miejsce w klasyfikacji konstruktorów.
W sezonie 1975 nadal korzystano z Lotusa 72, ale kierowcy zespołu zdobyli nim jedynie 9 punktów, co dało Lotusowi siódme miejsce w klasyfikacji. W sezonie 1976 postanowiono więc użyć nowego samochodu, Lotusa 77. Peterson nie był jednak zadowolony z samochodu i opuścił zespół po pierwszym wyścigu sezonu, a zastąpił go Gunnar Nilsson. Zespołowym partnerem Nilssona był na ogół Mario Andretti. Kierowca ten odniósł zwycięstwo w deszczowym Grand Prix Japonii, które było pierwszą wygraną kierowcy Lotusa od Grand Prix Włoch 1974. Lotus zajął w sezonie czwartą pozycję w klasyfikacji kierowców.

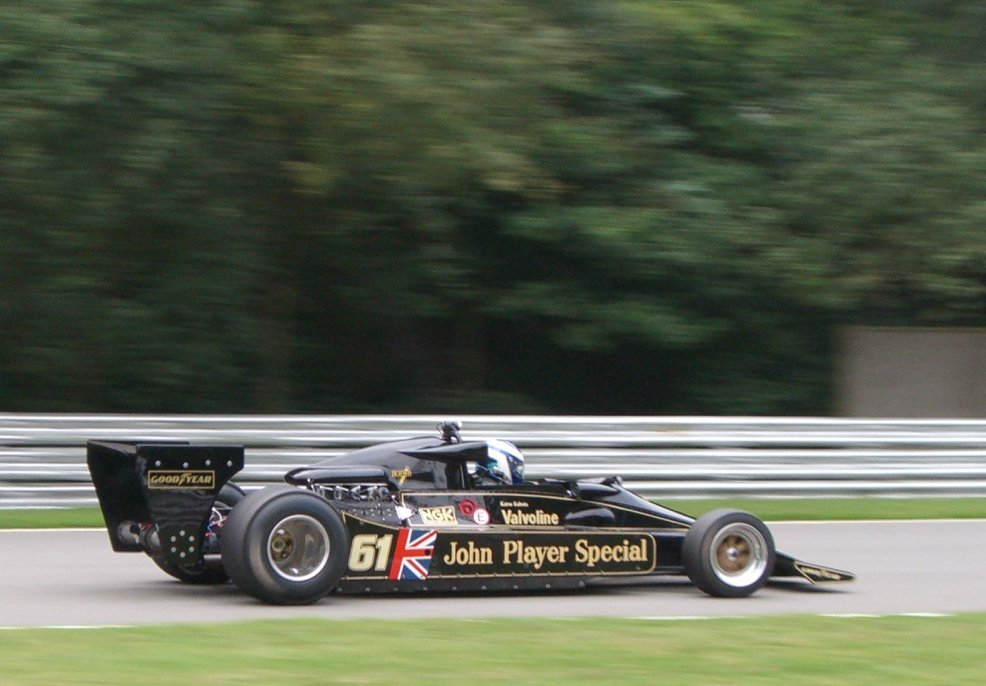
Lotus 78 „wing car”

Przed sezonem 1977 Chapman zlecił Peterowi Wrightowi i Tony’emu Ruddowi zbudowanie nowego samochodu. Samochód, oznaczony symbolem 78, w założeniu miał przepuszczać pod podwoziem jak najmniej powietrza, by optymalnie trzymać się drogi. Był więc w związku z tym wyposażony w dodatkowe małe skrzydełka, przez co nazywano go potocznie „wing carem”. Konstrukcja samochodu była rewolucyjna, ale sam samochód był zawodny, wskutek czego żaden kierowca Lotusa nie zdołał zdobyć tytułu mistrza świata: Andretti był trzeci, a Nilsson ósmy. Ponadto Lotus zajął drugie miejsce w klasyfikacji konstruktorów.
Przed sezonem 1978 do zespołu wrócił Ronnie Peterson. Sezon ten był zdominowany przez Team Lotus. W Grand Prix Belgii zadebiutował Lotus 79. Model ten, podobnie jak poprzednik stosował nowatorskie rozwiązania. Chapman stwierdził, że by samochód lepiej trzymał się nawierzchni, należy odpowiednio wyprofilować spód samochodu. W Grand Prix Włoch Peterson wziął udział w karambolu i uderzył w bandę, na skutek czego jego pojazd zapalił się. James Hunt, Clay Regazzoni i Patrick Depailler zdołali uwolnić Szweda, ale doznał on poważnych obrażeń nóg. W szpitalu szpik kostny dostał się do krwiobiegu Petersona, który zmarł na zatorowość płucną. Na dwa ostatnie wyścigi sezonu miejsce Petersona zajął Jean-Pierre Jarier. Dwa pierwsze miejsca w klasyfikacji kierowców sezon zajęli kierowcy Lotusa: Andretti przed Petersonem, a Lotus został mistrzem w klasyfikacji konstruktorów.
W sezonie 1979 głównym sponsorem zespołu została firma Martini, a Lotus wrócił do tradycyjnych, zielonych barw. Kierowcami byli Mario Andretti oraz Carlos Reutemann. W trzech wyścigach sezonu Andretti wypróbował Lotusa 80, który nie okazał się jednak konstrukcją zbyt udaną. Inne zespoły z powodzeniem zaczęły kopiować rozwiązanie stosowane w modelu 78. Lotus ukończył sezon na czwartym miejscu, a po sezonie Martini wycofało się ze sponsorowania zespołu.
Sezon 1980 był jeszcze mniej udany. Andretti zdobył jedynie jeden punkt za szóste miejsce w Grand Prix Stanów Zjednoczonych, a nowy kierowca zespołu, Elio de Angelis, zdobył jedno miejsce na podium, co miało miejsce w Grand Prix Brazylii. Ostatecznie Lotus ukończył sezon na piątym miejscu w klasyfikacji konstruktorów.

### Lata 80.: era turbo

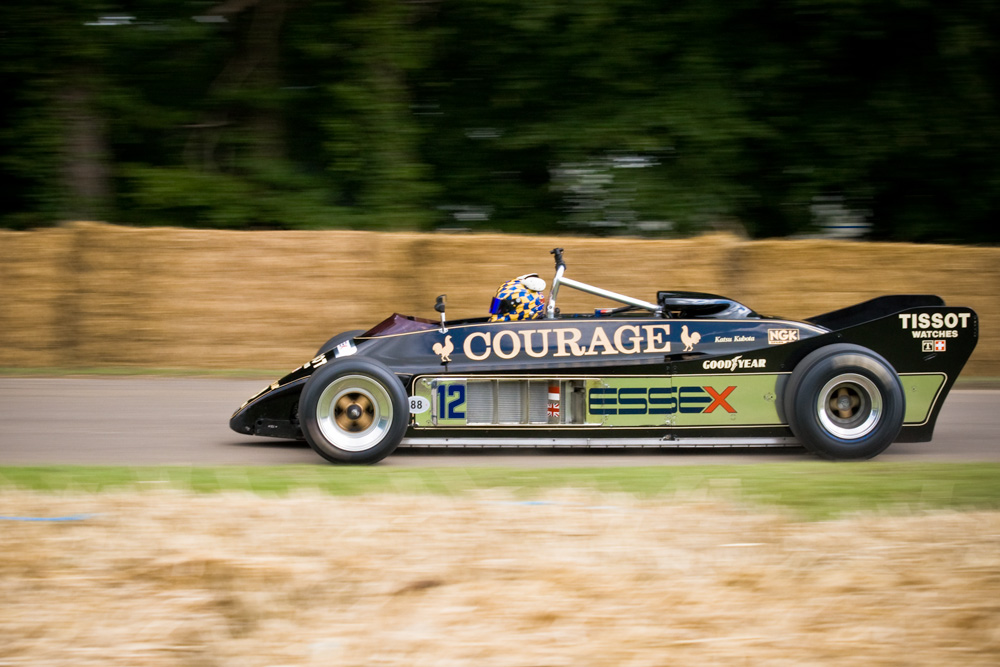
Lotus 88

W sezonie 1981 Andrettiego zastąpił Nigel Mansell. Brytyjczyk był kierowcą testowym Lotusa w poprzednim sezonie, wziął także udział w trzech Grand Prix. W tym samym roku wyprodukowano kolejny innowacyjny model, Lotus 88. Model ten składał się z dwóch podwozi, dzięki czemu lepiej wchodził w zakręty. Samochód został uznany za nielegalny i nie wziął udziału w żadnym wyścigu. W sezonie ścigały się więc Lotus 81B i Lotus 87, a kierowcy uzyskali nimi łącznie 22 punkty, co dało Lotusowi siódmą pozycję w klasyfikacji konstruktorów.
W sezonie 1982 wystawiono Lotusa 91, pierwszy samochód Formuły 1 wyposażony w system aktywnego zawieszenia. De Angelis triumfował w tamtym roku w Grand Prix Austrii, gdzie miał zaledwie 5 setnych sekundy przewagi nad Keke Rosbergiem. Sezon 1982 Lotus kończył na piątej pozycji, z 30 punktami. W grudniu tego roku, w wieku 54 lat, na atak serca zmarł Colin Chapman, założyciel i szef zespołu. Nowym szefem Lotusa został Peter Warr.
W 1983 roku zatrudniono nowego projektanta, Gérarda Ducarouge'a. W połowie sezonu zrezygnowano z wolnossących jednostek Forda na rzecz turbodoładowanych silników Renault. Lotus-Renault uzyskał w sezonie 11 punktów i ósmą pozycję w klasyfikacji zespołów.
W sezonie 1984 kierowcami zespołu nadal byli de Angelis i Mansell. W wyścigu o Grand Prix Stanów Zjednoczonych Mansell startował z pole position. Na 64 okrążeniu zepsuła mu się jednak skrzynia biegów. Brytyjczyk popchał samochód do mety, po czym upadł z wyczerpania. Ostatecznie w wyścigu tym Brytyjczyk był szósty, a de Angelis trzeci. Na koniec sezonu Lotus uzyskał trzecie miejsce.

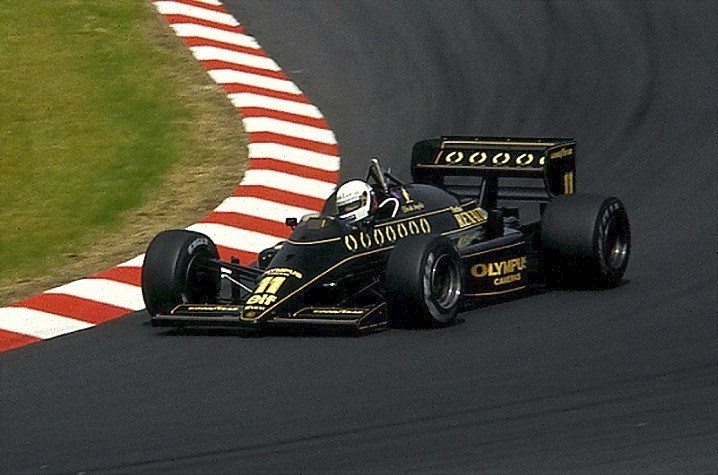
Elio de Angelis w Lotusie 97T podczas Grand Prix Niemiec 1985

Przed sezonem 1985 Mansell odszedł do Williamsa, a w Lotusie zastąpił go przybyły z Tolemana młody Brazylijczyk, Ayrton Senna. Lotus uzyskał 71 punktów; więcej punktów wcześniej brytyjski zespół zdobył w 1978 roku. Niemniej jednak dorobek ten wystarczył na czwarte miejsce w klasyfikacji konstruktorów.
W sezonie 1986 partnerem Senny w zespole został Johnny Dumfries. Ponownie pojawiły się problemy z niezawodnością samochodu. Z 58 punktami Lotus zajął trzecie miejsce w klasyfikacji konstruktorów.
Po sezonie 1986 firma John Player & Sons wycofała się ze sponsorowania zespołu. Nowym sponsorem została firma R.J. Reynolds Tobacco Company, która planowała reklamować papierosy Camel, wskutek czego Lotusy otrzymały żółte malowanie. Zrezygnowano także z silników Renault na rzecz jednostek Hondy. Wskutek umowy między Hondą a Lotusem drugim kierowcą zespołu został promowany przez japoński koncern Satoru Nakajima. Ducarouge skonstruował model 99T. Senna wygrał dwa wyścigi: w Monako i Detroit. W sumie w sezonie 1987 Lotus uzyskał 64 punkty i trzecie miejsce w klasyfikacji konstruktorów.
W sezonie 1988 nowym kierowcą został mistrz świata Nelson Piquet, który zastąpił odchodzącego do McLarena Sennę. Piquet nie wygrał wyścigu, a trzykrotnie zdobył trzecie miejsce. Lotus zdobył w sezonie łącznie 23 punkty, co dało mu piąte miejsce.
Po sezonie 1988 FIA zabroniła stosowania jednostek turbodoładowanych. Wskutek tego Lotus zrezygnował z jednostek Hondy, zastępując je silnikami Judd. Zrezygnowano także z systemu aktywnego zawieszenia, uznając je za zbyt kosztowne. Nowe jednostki napędowe okazały się stosunkowo słabe i zawodne. Ani Piquet, ani Nakajima nie zdołali choćby raz stanąć na podium, ponadto czterokrotnie kierowcy nie zakwalifikowali się do wyścigu. Lotus zdobył 15 punktów i szóste miejsce w klasyfikacji sezonu 1989. Po sezonie Ducarouge'a zastąpił Frank Dernie, a szefem zespołu w miejsce Warra został Rupert Manwaring.
Na sezon 1990 zaangażowano nowych kierowców: Martina Donnelly’ego i Dereka Warwicka, bowiem Piquet odszedł do Benettona, a Nakajima do Tyrrella. Użyto nowego modelu – 102, który był stosowany do roku 1992. Zrezygnowano również z silników Judd, a zastąpiono je jednostkami Lamborghini. Silniki te jednak także były zawodne i słabe, efektem czego Lotus zdobył tylko 3 punkty. Co więcej, podczas kwalifikacji do Grand Prix Hiszpanii Donnelly miał bardzo groźny wypadek, podczas którego wyleciał z samochodu. Brytyjczyk przeżył, ale nigdy już nie ścigał się w Formule 1. Na dwa ostatnie wyścigi sezonu Donnelly’ego zastąpił Johnny Herbert. Po sezonie Camel wycofał się ze sponsorowania zespołu.

### Lata 90.: koniec

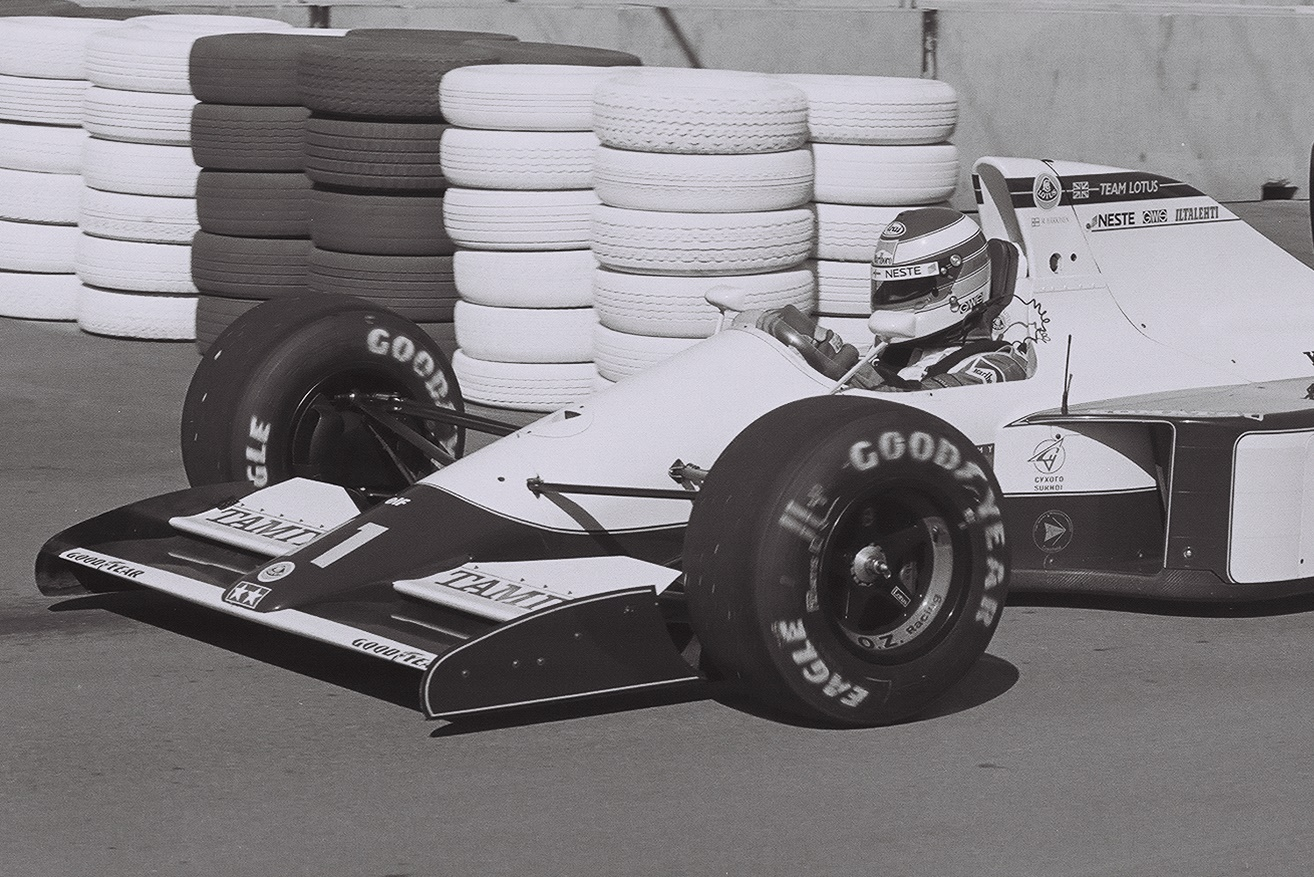
Mika Häkkinen w Lotusie 102B podczas Grand Prix Stanów Zjednoczonych 1991

Na sezon 1991 Team Lotus postanowił wrócić do silników Judd. Początkowo w sezonie tym kierowcami zespołu byli Mika Häkkinen i Julian Bailey. W połowie sezonu Baileya zastąpił Herbert. Najbardziej udanym wyścigiem dla zespołu było w tamtym sezonie Grand Prix San Marino, kiedy to Häkkinen był piąty, a Bailey szósty. 3 punkty zdobyte za to osiągnięcie okazały się jedynymi zdobytymi przez kierowców Lotusa w sezonie 1991, dając zespołowi dziesiąte miejsce.
W sezonie 1992 po raz pierwszy od roku 1983 Lotus zdecydował się na korzystanie z silników Forda. Utrzymano dotychczasowy skład kierowców (Häkkinen, Herbert). Mimo napiętego budżetu Lotus zdobył 13 punktów, co dało piąte miejsce w klasyfikacji konstruktorów.
Przed sezonem 1993 Häkkinena, odchodzącego do McLarena, zastąpił Alessandro Zanardi. Po Grand Prix Belgii Włocha, który miał wtedy wypadek, do końca sezonu zastąpił Pedro Lamy. W całym sezonie Lotus uzyskał 12 punktów i szóstą lokatę w klasyfikacji konstruktorów.

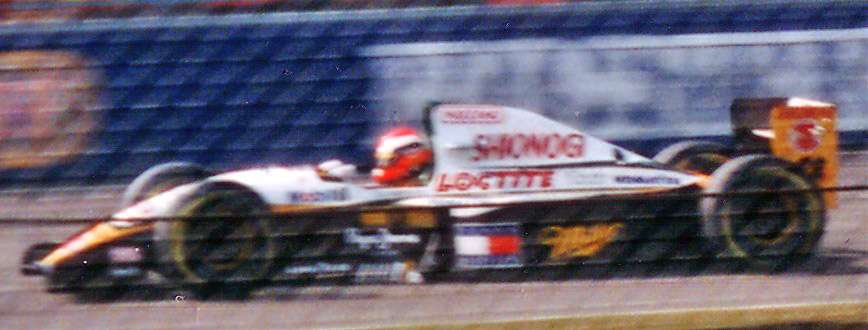
Johnny Herbert w Lotusie 109 podczas Grand Prix Wielkiej Brytanii 1994

Na sezon 1994 Lotus zapewnił sobie silniki Mugen Honda. Kierowcami byli początkowo Herbert i Lamy. Podczas testów na torze Silverstone samochodowi Lamy’ego urwał się tylny spojler. Portugalczyk z prędkością 270 km/h wyleciał z toru, przeskoczył siatkę otaczającą tor i rozbił się na podziemnym przejściu dla widzów, na skutek czego trafił do szpitala. Do zespołu wrócił więc Zanardi. W Grand Prix Hiszpanii zadebiutował nowy samochód zaprojektowany przez Chrisa Murphy’ego, Lotus 109. Model ten nie był tak przestarzałą konstrukcją, jak poprzednik – Lotus 107, ale nie spełnił pokładanych w nim nadziei. Ponadto coraz gorsza stawała się sytuacja finansowa zespołu. Z tego powodu w Grand Prix Belgii wystartował kierowca, który zapłacił za start – Philippe Adams. Do Grand Prix Włoch Herbert startował z czwartej pozycji, ale na starcie zderzył się z nim Eddie Irvine. Herbert zdołał wystartować zapasowym samochodem, ale na 13 okrążeniu zepsuł mu się silnik. Dzień po wyścigu zespół na skutek długów został przejęty przez zarząd komisaryczny. Pod koniec sezonu szef zespołu, Tom Walkinshaw, nie odnowił z Herbertem kontraktu, wskutek czego kierowca odszedł do Ligiera, a później do Benettona. Zastąpił go Mika Salo. W październiku zespół stał się własnością brata Jamesa Hunta, Davida. Ostatecznie zespół nie zdobył w sezonie 1994 ani jednego punktu.

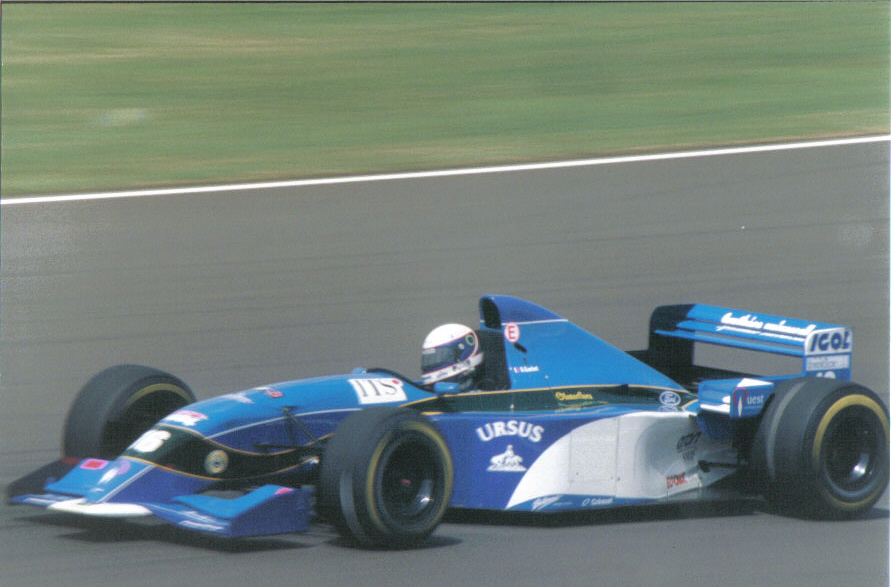
Bertrand Gachot w Pacifiku PR02 podczas Grand Prix Wielkiej Brytanii 1995

Mimo złej sytuacji finansowej Chris Murphy rozpoczął prace nad nowym modelem zespołu na sezon 1995, oznaczonym numerem 112. Jednakże 17 stycznia 1995 roku David Hunt zamknął siedzibę zespołu z powodu dużego zadłużenia oraz braku sponsorów. Prawa do stosowania nazwy Lotus nabył za 1,2 miliona dolarów Keith Wiggins, szef zespołu Pacific Grand Prix, wskutek czego oficjalna nazwa zespołu brzmiała Pacific Team Lotus. O powiązaniach z Lotusem świadczyły zielony pas na samochodzie oraz logo Lotusa. Samochody Pacific napędzane były w sezonie 1995 przez silniki Forda, a kierowcami byli Bertrand Gachot, Giovanni Lavaggi, Jean-Denis Délétraz i Andrea Montermini. Zespół nie zdołał jednak wywalczyć ani punktu. Jako że Pacific wycofał się z Formuły 1 po sezonie 1995, nazwa Lotus na 15 lat zniknęła z Formuły 1.

### 2010: powrót

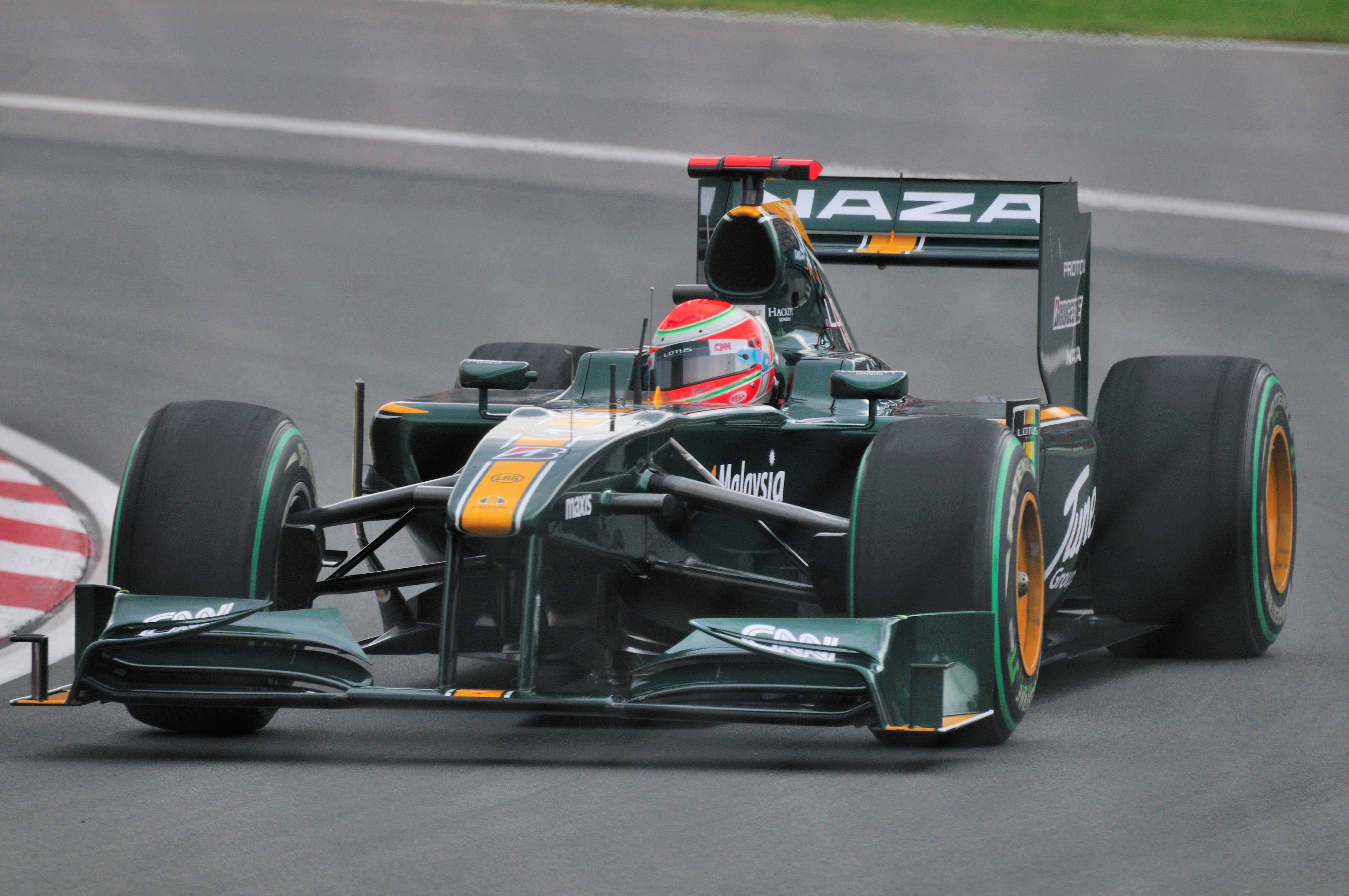
Jarno Trulli w Lotusie T127 podczas Grand Prix Kanady 2010

W 2009 roku FIA otworzyła nabór na nowe zespoły Formuły 1 na sezon 2010. Rząd Malezji zdecydował się na reaktywację zespołu Lotus w celu promowania firmy Proton. Zespół ten był wynikiem porozumienia spółki 1Malaysia z rządem Malezji i konsorcjum innych malezyjskich przedsiębiorców, takich jak Proton, Sepang International Circuit, Tune Group czy Naza Motors. Szefem zespołu został Tony Fernandes, a dyrektorem technicznym – Mike Gascoyne.
Zespół, startujący z malezyjską licencją i mający siedzibę w Norfolk, zapewnił sobie silniki Cosworth. Kierowcami zostali Fin Heikki Kovalainen oraz włoski weteran Jarno Trulli. Testerem został Fairuz Fauzy. Nowy model został oznaczony T127. Samochód, zaprezentowany 15 lutego 2010 roku, został pomalowany w tradycyjne zielono-żółte barwy.
W 2010 roku Lotus nie zdobył ani punktu. Najlepszym rezultatem było dwunaste miejsce Kovalainena w Grand Prix Japonii.
Po zerwaniu kontraktu z Cosworthem, nowy model, T128, był napędzany silnikami Renault. Kolejną zmianą na sezon 2011 była nazwa zespołu. W 2010 roku zespół używał nazwy „Lotus Racing”, ale na 2011 rok Fernandes wykupił prawa do nazwy „Team Lotus”, nawiązując do historycznej nazwy. Proton, właściciel Lotus Cars, podjął postępowanie sądowe w celu ochrony marki, ponieważ także postanowił zaangażować się w Formułę 1.
Istotnie, zespół Renault sprzedał swoje udziały spółce Genii Capital, a głównym sponsorem zespołu, nazwanego „Lotus Renault GP”, została firma Lotus Cars. Co więcej, zespół wykorzystał czarno-złote barwy, stosowane przez Team Lotus w latach 70. i 80. Mimo tego oficjalnym konstruktorem samochodu pozostało Renault.
Pomimo zmian sezon 2011 Lotus ponownie zakończył bez punktu, najlepiej kończąc wyścig na 13 miejscu.
W kwietniu 2011 roku Team Lotus zakupił Caterham Cars. W maju tego samego roku sąd uwzględnił prawo Fernandesa do używania nazwy „Team Lotus”. W listopadzie 2011 roku Team Lotus oficjalnie zmienił nazwę na Caterham. Ponadto Renault zmieniło nazwę na Lotus.

### 2012: Lotus F1 Team

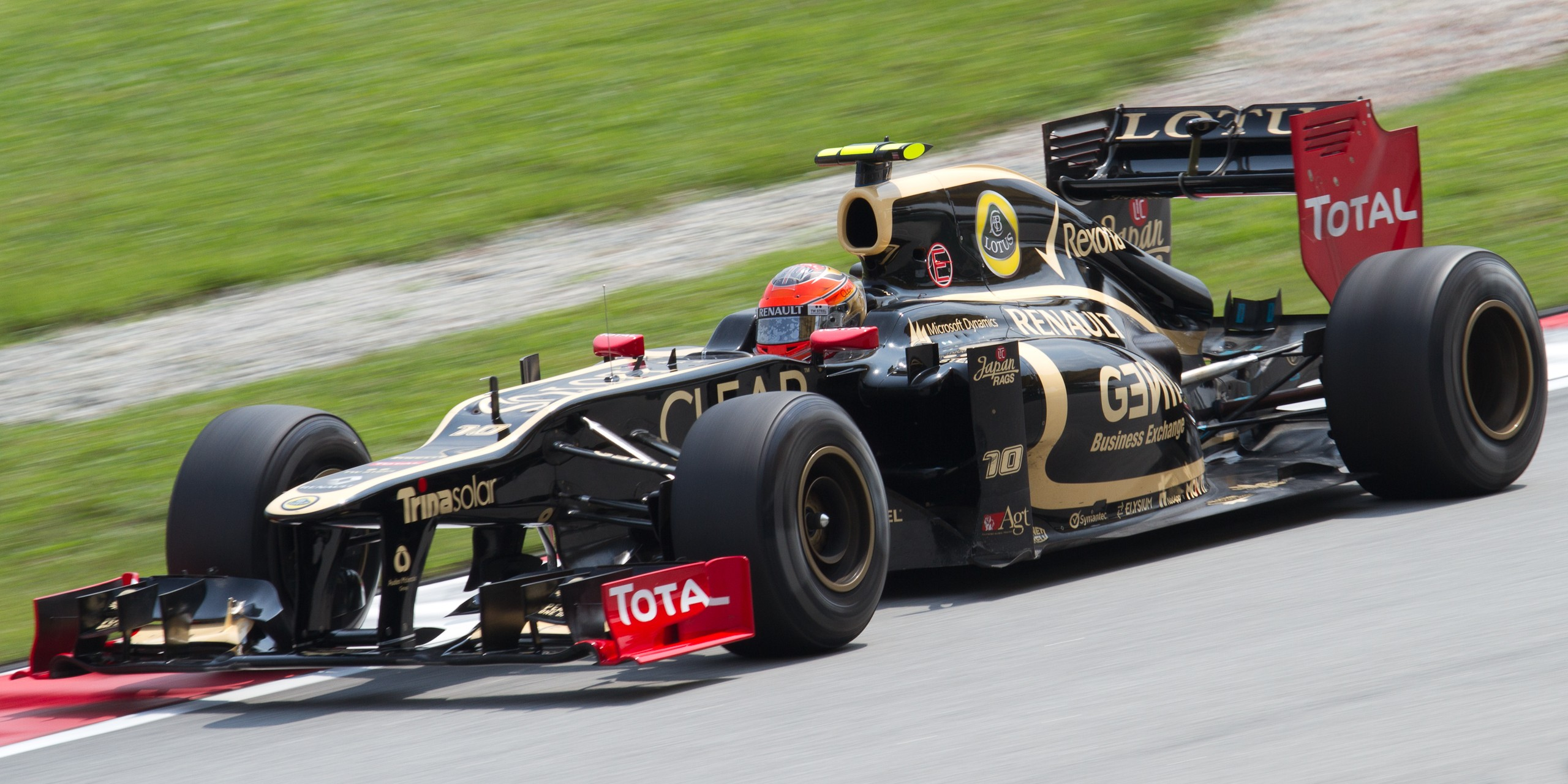
Romain Grosjean w Lotusie E20 podczas Grand Prix Malezji 2012

Nowy zespół – dawne Renault – został nazwany „Lotus F1 Team”. Samochód, zaprojektowany przez Jamesa Allisona, nazwano E20, ponieważ był to dwudziesty samochód Formuły 1 wyprodukowany w fabryce w Enstone, gdzie produkowano wcześniej Benettony i Renault. Szefem zespołu został Éric Boullier, a jako kierowców zatrudniono Kimiego Räikkönena i Romaina Grosjeana, którzy powrócili do Formuły 1 po dwóch latach przerwy.
Model E20 okazał się udaną konstrukcją. Räikkönen wygrał Grand Prix Abu Zabi, co było pierwszym zwycięstwem Lotusa od 25 lat. Kierowcy Lotusa zdobyli ponadto 10 miejsc na podium i w sumie 303 punkty, co dało zespołowi czwarte miejsce w klasyfikacji konstruktorów. Räikkönen natomiast został sklasyfikowany na trzecim miejscu w klasyfikacji kierowców. Z drugiej strony Grosjean był zaangażowany w trakcie sezonu w kilka kolizji, w tym w Grand Prix Belgii, po której został zawieszony na jeden wyścig.

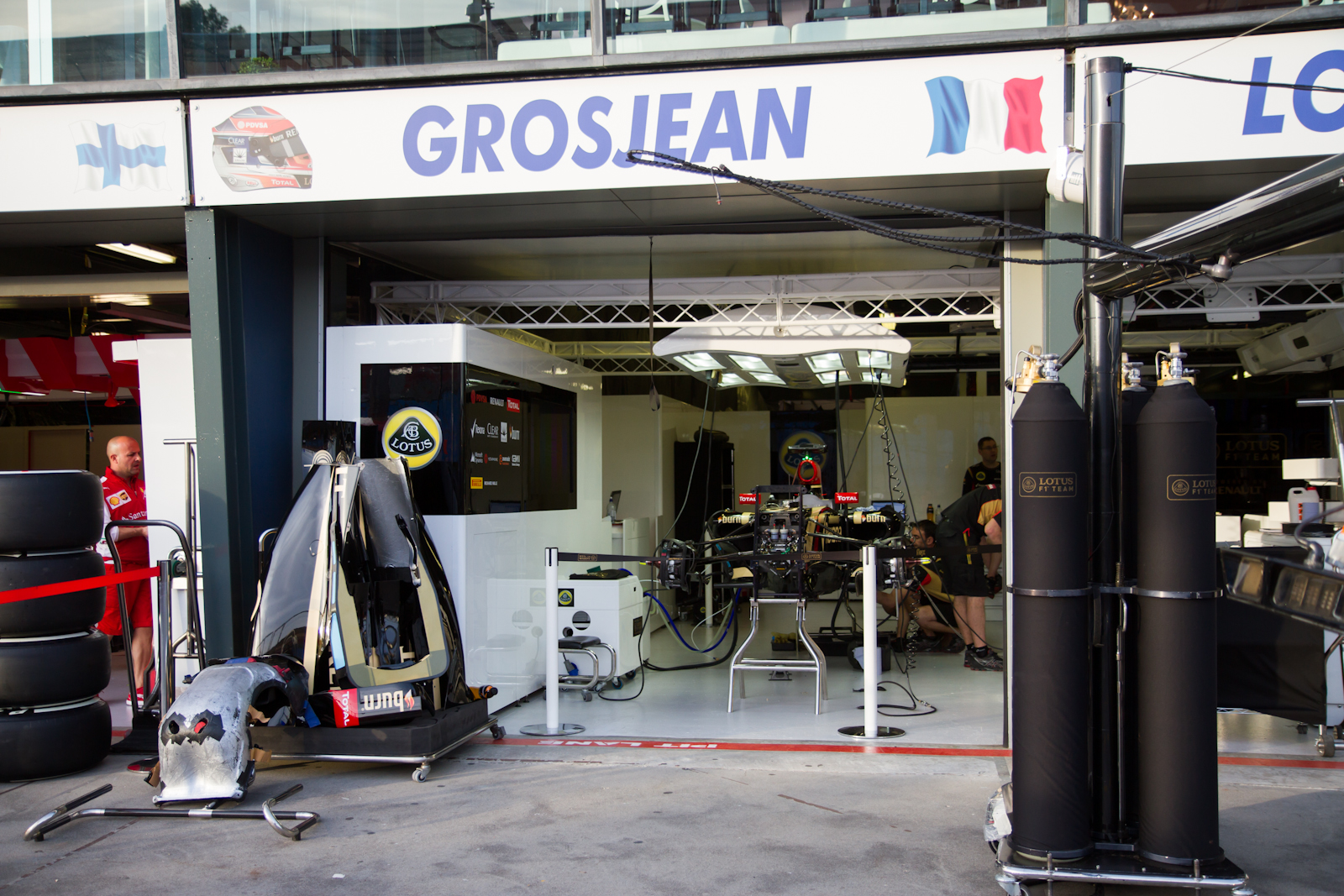
Garaż Lotusa (Grand Prix Australii 2014)

W sezonie 2013 kierowcami zespołu nadal byli Räikkönen i Grosjean. W maju z zespołu odszedł James Allison, dyrektor techniczny zespołu, związany z zespołem z Enstone od 2000 roku, odpowiedzialny za projekt modeli E20 i E21. Allisona zastąpił Nick Chester. Ponadto pod koniec maja podano do wiadomości, że Lotus jest najbardziej zadłużonym zespołem w historii Formuły 1 ze stratą 56,8 miliona funtów za 2012 rok. Z powodu operacji kręgosłupa Räikkönen, uskarżający się na zaległości placowe, opuścił dwa ostatnie wyścigi sezonu; zastąpił go Heikki Kovalainen. Mimo tych problemów Lotus za sprawą Räikkönena wygrał Grand Prix Australii, zdobył 14 miejsc na podium i ponownie czwarte miejsce w klasyfikacji konstruktorów.

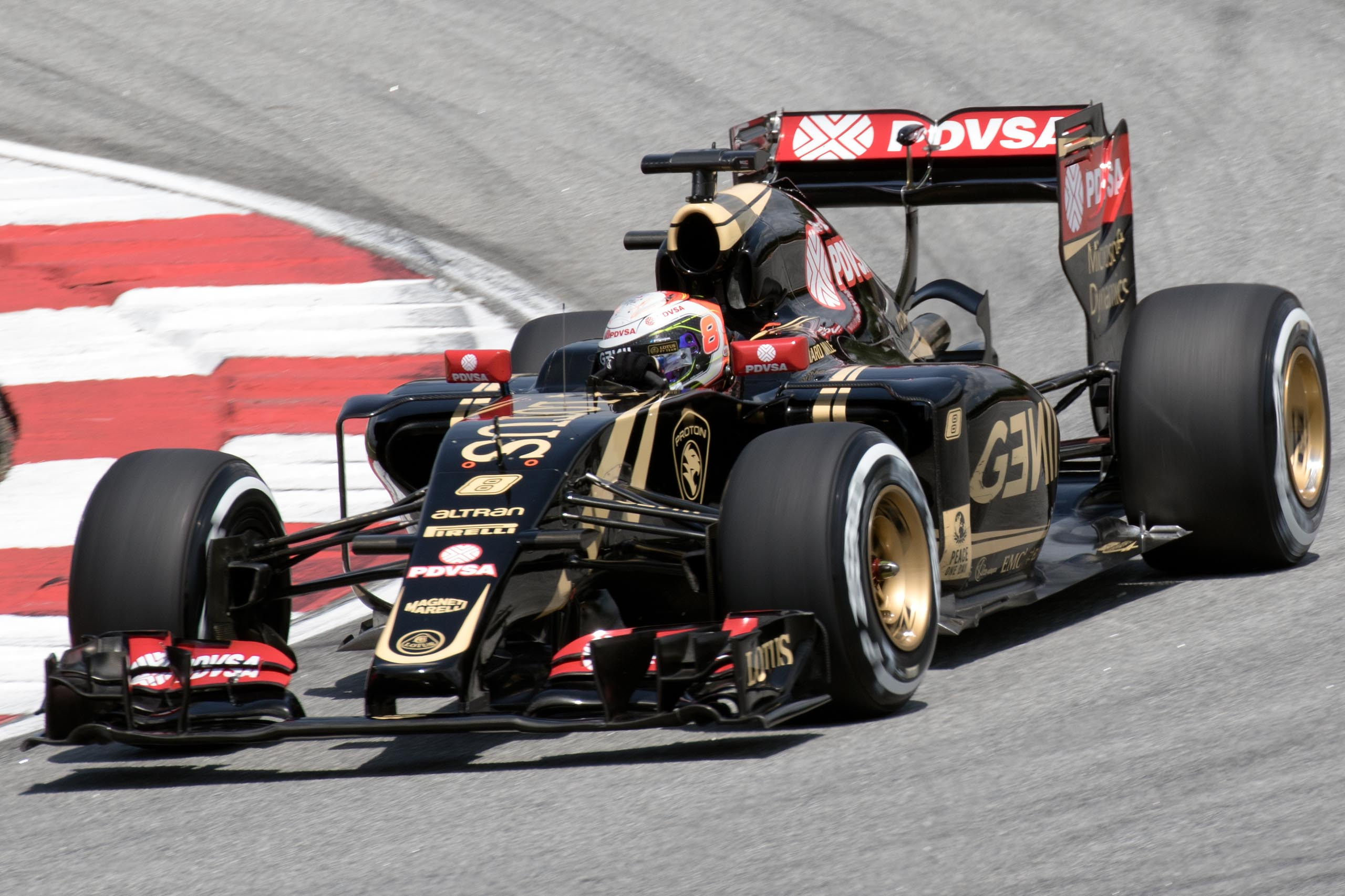
Romain Grosjean w Lotusie E23 Hybrid podczas Grand Prix Malezji 2015

W sezonie 2014 doszło do wielu zmian regulaminowych, z czego najbardziej znaczącą był powrót jednostek turbodoładowanych, zniesionych po sezonie 1988. Przed sezonem w Lotusie doszło do ważnych zmian: Räikkönena zastąpił dysponujący finansowym wsparciem koncernu PDVSA Pastor Maldonado, a z funkcji szefa zespołu odszedł Éric Boullier (jego obowiązki przejęli Andrew Ruhan oraz właściciel zespołu, Gérard Lopez). W trakcie sezonu okazało się, że jednostki napędowe Renault są niekonkurencyjne w porównaniu do jednostek Mercedesa i słabsze od nich o kilkadziesiąt koni mechanicznych. Była to jedna z przyczyn niekonkurencyjności Lotusa E22, przez co kierowcy Lotusa zdobyli w sezonie tylko 10 punktów, najlepiej finiszując w wyścigu na ósmym miejscu. Brytyjski zespół postanowił o zakończeniu współpracy z Renault i przejściu na silniki Mercedesa od sezonu 2015.
Lotus E23 Hybrid okazał się bardziej udanym modelem aniżeli poprzednik; kierowcy brytyjskiego zespołu zdołali zdobyć punkty w 10 wyścigach, a Grosjean ponadto zdobył podium dla zespołu podczas Grand Prix Belgii. Pozwoliło to Lotusowi na zajęcie szóstego miejsca w klasyfikacji konstruktorów.

### Sprzedaż zespołu
W trakcie sezonu 2015 pogłębiły się problemy finansowe zespołu. Lotus nie regulował między innymi terminowo należnych podatków względem HMRC. Spowodowało to zainteresowanie Renault przejęciem zespołu. Producent ten po fali krytyki ze strony Red Bulla, obwiniającego Renault o niekonkurencyjność jednostek napędowych, rozważał kilka opcji, wliczając w to całkowite wycofanie się z Formuły 1 oraz przywrócenie fabrycznego zespołu. W przypadku drugiego wariantu była podawana możliwość zakupu Toro Rosso, Force India oraz Lotusa.
Istotnie, Renault podpisało pod koniec września list intencyjny w sprawie przejęcia Lotusa, a dwa miesiące później ogłosiło sfinalizowanie transakcji i powrót do Formuły 1 swojego zespołu fabrycznego od sezonu 2016. Kierowcami zespołu zostali Kevin Magnussen i Jolyon Palmer, którzy zastąpili odpowiednio Pastora Maldonado oraz przechodzącego do Haasa Romaina Grosjeana.

### Prywatne zespoły

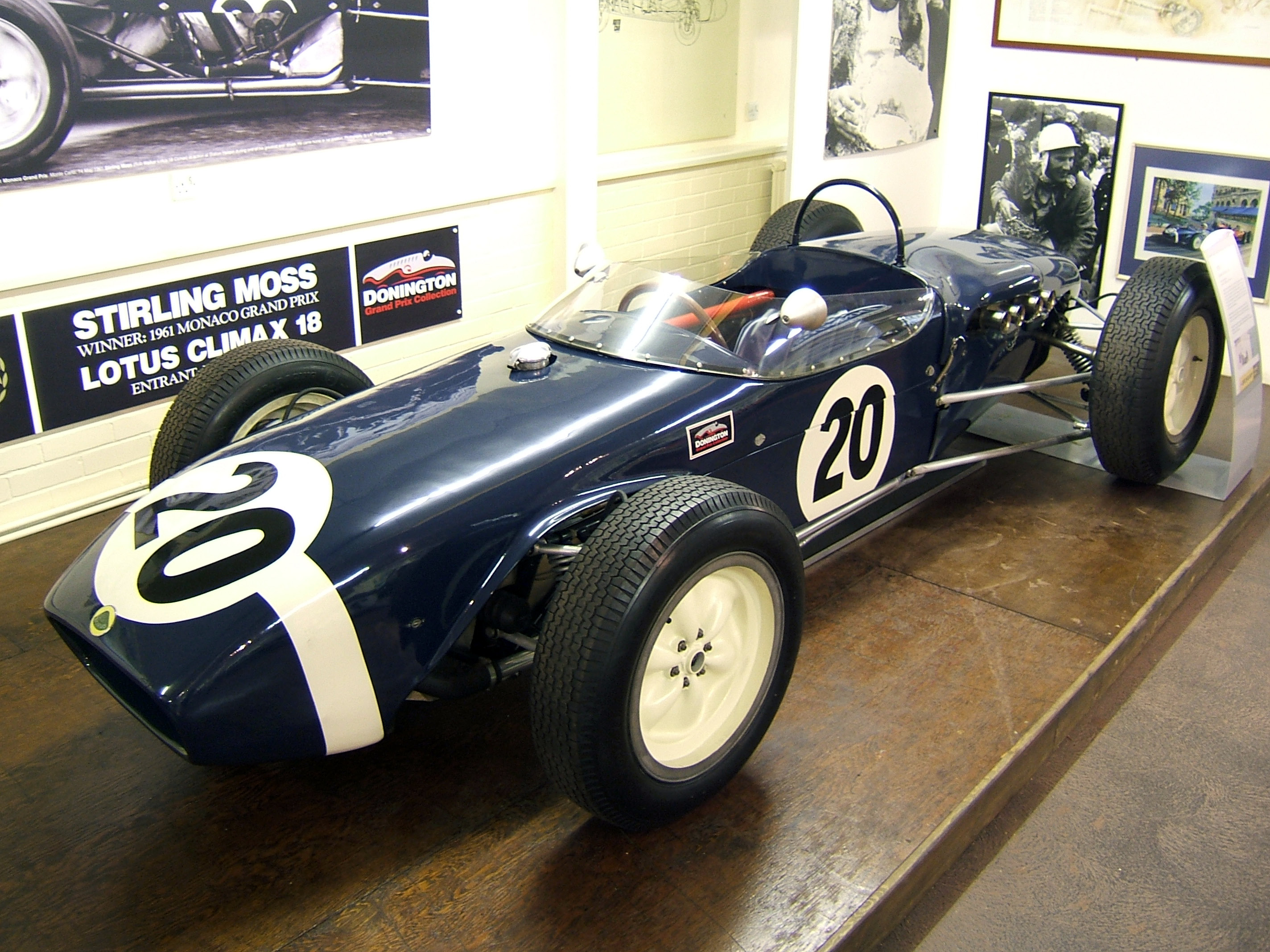
Lotus 18, którym Stirling Moss wygrał Grand Prix Monako 1961 dla zespołu Rob Walker Racing Team

Wiele prywatnych zespołów korzystało z samochodów Lotusa. Najlepsze wyniki osiągali kierowcy zespołu Rob Walker Racing Team, którzy w latach 1960, 1961 oraz 1968 wygrywali wyścigi pięciokrotnie. Ponadto punkty samochodami Lotus uzyskiwały również British Racing Partnership, Siffert Racing Team, Reg Parnell Racing oraz Team Rebaque. Ostatnim prywatnym zespołem korzystającym z samochodów Lotus był Rebaque w 1979 roku.

### Innowacje techniczne
Colin Chapman wielokrotnie swoimi innowacjami rewolucjonizował sport motorowy.
Już pierwszy model Lotusa w Formule 1 – 12 – miał innowacyjne rozwiązania. Na jego tylne zawieszenie składały się kolumny Chapmana, czyli kolumny MacPhersona wraz ze sprzęgłem Cardana. Model ten miał niewielką masę i zredukowany opór aerodynamiczny, a pozycja kierowcy była tak niska, jak to możliwe.

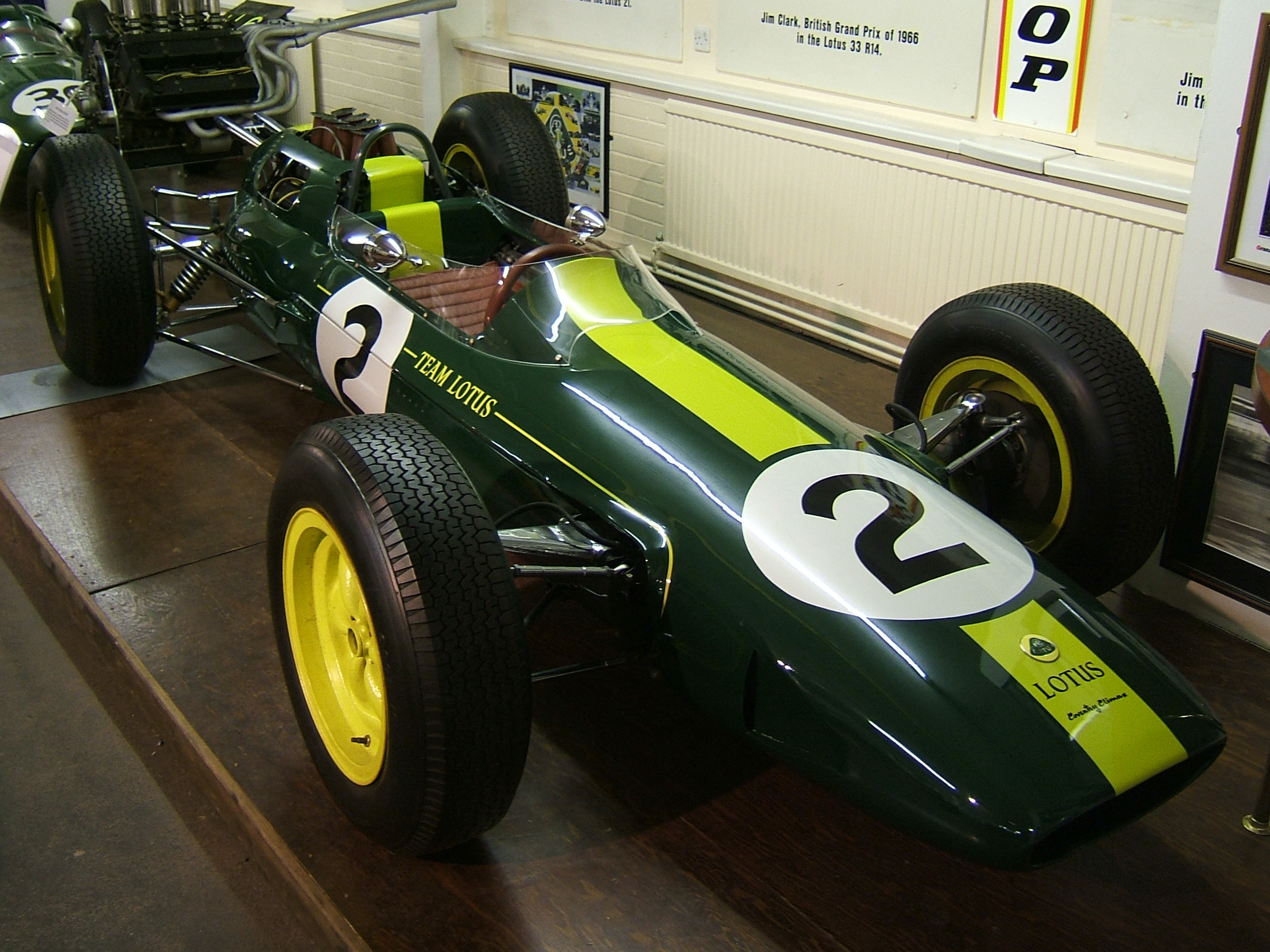
Lotus 25

W 1962 roku w wyścigach Formuły 1 zadebiutował Lotus 25. Samochód ten jako pierwszy w historii nie stosował kratownicy przestrzennej, a konstrukcję kadłubową, jako że układ rur zastąpiono płaszczyznami z blachy aluminiowej wzmocnionymi stalowymi przegrodami, służącymi jednocześnie jako punkty mocowania zawieszenia i silnika. Takie rozwiązanie spowodowało znacznie większą sztywność nadwozia oraz jego mniejszą masę. Ostatnie samochody Formuły 1, które nie stosowały takiej konstrukcji, to Brabham BT26A i Matra MS84 z 1969 roku.
Pierwszym samochodem Formuły 1, w którym w celu poprawy trakcji zastosowano zintegrowane z nadwoziem spojlery, był Lotus 49, który zadebiutował w 1967 roku. Ponadto model ten zapoczątkował powszechne do dziś w Formule 1 rozwiązanie, które polega na wykorzystaniu centralnie umieszczonego silnika jako części nośnej podwozia.
Lotus 72, zaprezentowany w 1970 roku, stanowił źródło inspiracji dla innych projektantów przez wiele następnych lat. Miał nietypowe na owe czasy nadwozie w kształcie klina, z którym zintegrowano spojlery. Tarczowe hamulce w celu zmniejszenia masy nieresorowanej i stosowania bardziej miękkich opon zostały umieszczone wewnątrz nadwozia. Pojedyncza chłodnica wody umieszczona na nosie została zastąpiona dwiema chłodnicami znajdującymi się w bocznych sekcjach, co poprawiło rozkład masy i aerodynamikę samochodu. Zawieszenie samochodu opierało się na drążkach skrętnych i miało zapobiegać niestabilnemu zachowaniu się samochodu podczas przyspieszania i hamowania.
Kolejnym innowacyjnym modelem Lotusa był 56B. Samochód ten był rozwinięcięm modelu startującego w zawodach Indianapolis 500. W modelu tym Chapman eksperymentował z turbiną gazową Pratt & Whitney. Innowacyjnym rozwiązaniem zastosowanym w tym modelu był napęd 4WD. Powodowało to lepsze rozłożenie energii podczas przyspieszania, ale samochód był za to podsterowny. Próbowano temu zaradzić poprzez przekazanie większej mocy na tylne koła, co nie dało jednak spodziewanych rezultatów. Problemem była też masa samochodu, spowodowana między innymi dużym zbiornikiem paliwa. Rozwiązanie z napędem 4WD nie przyjęło się w Formule 1, ale było popularnym rozwiązaniem w rajdach samochodowych.
W latach 1977–1979 Lotus używał samochodu 78, zwanego „wing car”. Chapman wiedział, że by samochód dobrze trzymał się drogi, musi uzyskać jak najlepszy efekt przypowierzchniowy, a by do tego doszło, samochód musi przepuszczać pod spodem tak mało powietrza, jak to możliwe. Zamontował więc dodatkowe małe skrzydełka. To rozwiązanie jednak nie odniosło oczekiwanych rezultatów.
Lotus 79, który pojawił się w 1978 roku, był więc kolejnym samochodem, w którym Chapman chciał uzyskać efekt przypowierzchniowy. Tym razem samochód nie był wyposażony w skrzydełka, a miał odpowiednio wyprofilowaną podłogę – tak, by wytworzyć podciśnienie pomiędzy podwoziem samochodu a nawierzchnią toru. W związku z tym Chapman tak ukształtował podłogę, by wraz z płaszczyzną nawierzchni stanowiła przewężenie podobnie jak w zwężce Venturiego. Przepływ powietrza pod samochodem przez to przewężenie powodował powstawanie podciśnienia, co przysysało samochód do podłoża, zwiększało przyczepność opon i pozwalało szybciej wchodzić w zakręty bez spadku osiągów na prostych odcinkach. Lotus zrezygnował z symetrycznych zbiorników paliwa po bokach samochodu, zastępując je jednym zbiornikiem umieszczonym za kabiną kierowcy, przez co należało przesunąć fotel kierowcy do przodu. Model 79 miał wyjątkowo wąski kadłub ze stopu aluminium oraz odejmowane elementy boczne, w których znajdowały się chłodnice wody i oleju.
Na sezon 1981 FISA wprowadziła w regulaminie zapis regulujący minimalny prześwit na poziomie 6 cm. Miało to zwolnić samochody na zakrętach poprzez zmniejszenie docisku tworzonego przez efekt przypowierzchniowy. Jako pierwszy z tym problemem poradził sobie Brabham, stosując zawieszenie hydropneumatyczne, regulujące prześwit na jednym i tym samym poziomie. Lotus zastosował inne rozwiązanie: skonstruował model 88, który składał się z dwóch podwozi. Rozwiązanie to zostało uznane za niezgodne z przepisami, a Lotus 88 nigdy nie wziął udziału w wyścigu.

## Inne serie

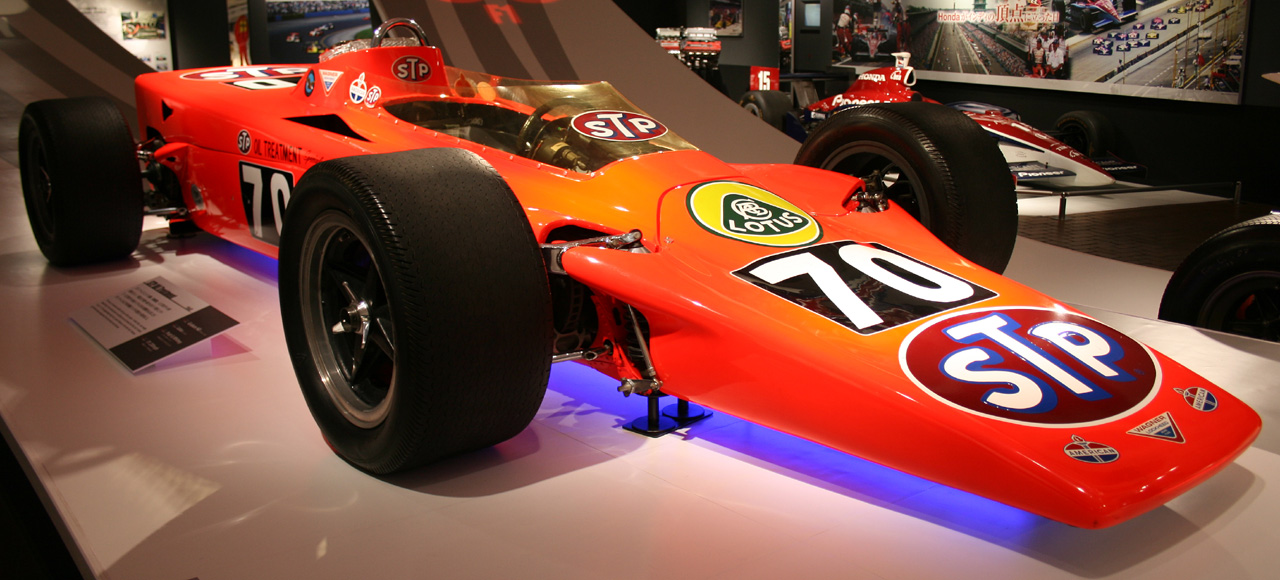
Lotus 56, którym Graham Hill wziął udział w zawodach Indianapolis 500 1968

Lotus brał udział nie tylko w zawodach Formuły 1, ale i w innych seriach wyścigowych, szczególnie w latach 60.
Po raz pierwszy w zawodach Indianapolis 500 samochody Lotus wzięły udział w 1963. Kierowcami byli Dan Gurney i Jim Clark. Lotusy 29 były słabsze od amerykańskich konkurentów, ale mimo to Clark ukończył zawody na drugim miejscu, za Parnellim Jonesem. W 1964 roku Clark ruszał do wyścigu z pole position, ale odpadł z powodu awarii zawieszenia. W 1965 roku Clark, startujący z drugiej pozycji, wygrał wyścig. Było to pierwsze zwycięstwo w Indianapolis 500 samochodu z silnikiem umieszczonym centralnie. W 1966 roku Clark był drugi. W 1967 roku obaj kierowcy Lotusa (Graham Hill, Jim Clark) odpadli z powodu awarii tłoka. W zawodach z roku 1968 Graham Hill startował z drugiej pozycji, ale nie ukończył wyścigu. Ostatnim rokiem, w którym w zawodach Indianapolis 500 ścigał się Lotus, był rok 1969, ale Art Pollard nie dojechał w tym wyścigu do mety. Lotus powrócił do wyścigu Indianapolis 500 w roku 2012 w charakterze dostawcy silników, ale napędzane silnikami brytyjskiej firmy Dallary Jeana Alesiego i Simony de Silvestro odpadły z rywalizacji jako dwa pierwsze samochody

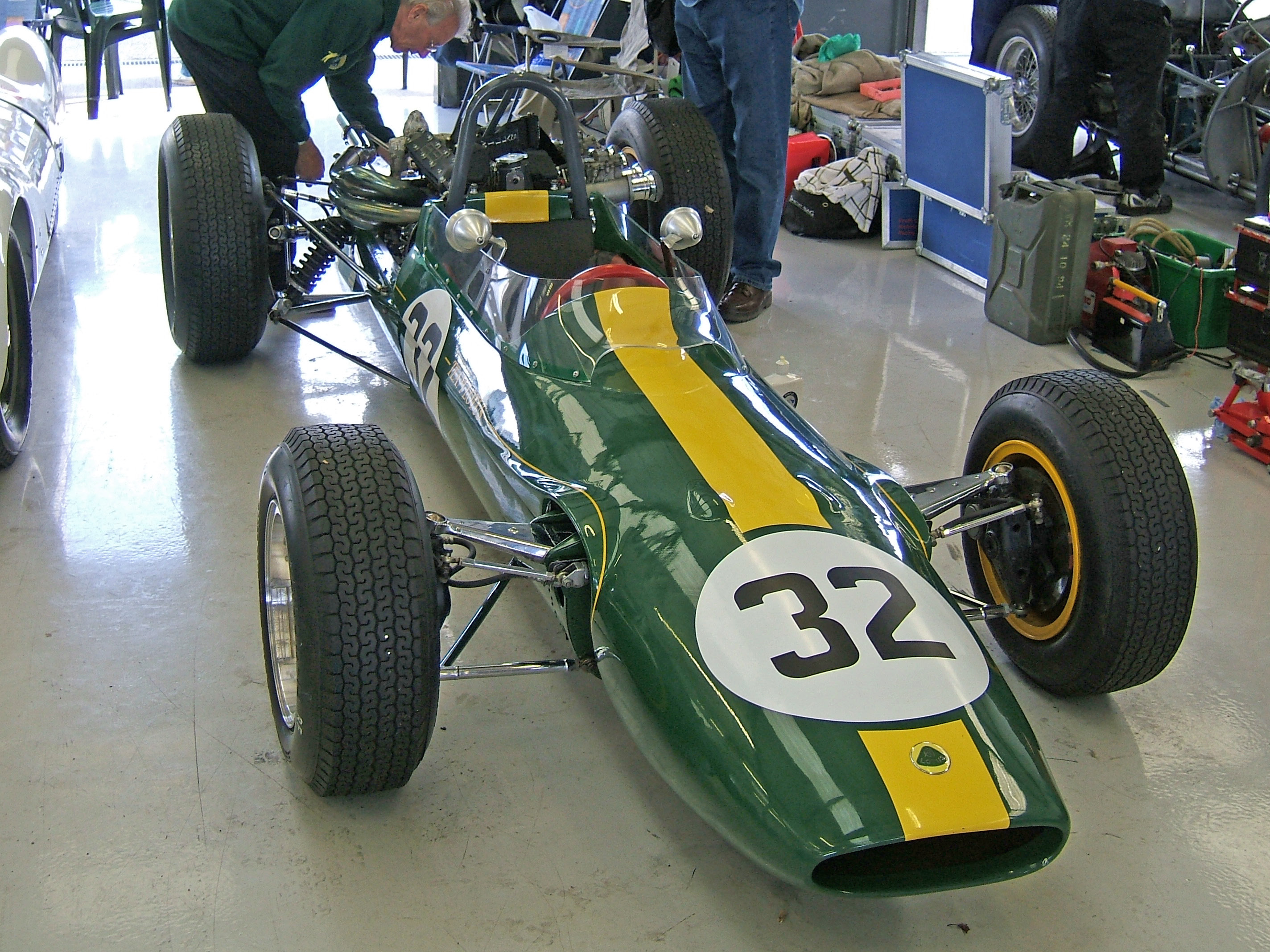
Lotus 32B, ścigający się w Formule Tasman

Lotus brał udział również w zawodach Formuły 2, Formuły Junior i Formuły Tasman. W roku 1958 Cliff Allison wygrał Puchar Narodów na Silverstone. W sezonie 1960 Formuły 2 Lotus wygrał sześć wyścigów – cztery zawody wygrał Innes Ireland, a po jednym wyścigu Trevor Taylor i Jim Clark. W 1965 roku Jim Clark wygrał 3 wyścigi Trophées de France, zostając mistrzem tej serii.
Lotus odnosił również zwycięstwa w takich seriach, jak Formuła Junior i Formuła Ford. Jim Clark trzykrotnie (1965, 1967, 1968) został mistrzem Formuły Tasman.
W 1963 roku Jack Sears wygrał Lotusem Cortiną zawody serii British Touring Car Championship. Wynik ten powtórzył w następnym roku Jim Clark.
Zespół Lotus od połowy lat 50. do połowy lat 60. brał udział w wyścigu 24h Le Mans, ale nigdy nie osiągał dobrych wyników. W 2013 roku Lotus powrócił do tego wyścigu, wystawiając model T128.

## Wyniki

### Formuła 1
Tabela przedstawia wyniki kierowców fabrycznego zespołu Lotusa w Formule 1. Pogrubiona czcionka oznacza mistrzostwo świata.
| Sezon | Zespół                                  | Samochód                              | Opony | Silnik               | Kierowcy                                                                           | Msc.   | Pkt.   |
| ----- | --------------------------------------- | ------------------------------------- | ----- | -------------------- | ---------------------------------------------------------------------------------- | ------ | ------ |
| 1958  | Team Lotus                              | Lotus 12 Lotus 16                     | D     | Climax               | Cliff Allison Graham Hill Alan Stacey                                              | 6      | 3      |
| 1959  | Team Lotus                              | Lotus 16                              | D     | Climax               | Graham Hill Pete Lovely Innes Ireland Alan Stacey                                  | 4      | 5      |
| 1960  | Team Lotus                              | Lotus 16 Lotus 18                     | D     | Climax               | Innes Ireland Alan Stacey Alberto Larreta Jim Clark Ron Flockhart John Surtees     | 2      | 34     |
| 1961  | Team Lotus                              | Lotus 18 Lotus 21                     | D     | Climax               | Jim Clark Trevor Taylor Innes Ireland Willy Mairesse                               | 2      | 32     |
| 1962  | Team Lotus                              | Lotus 24 Lotus 25                     | D     | Climax               | Jim Clark Trevor Taylor                                                            | 2      | 36     |
| 1963  | Team Lotus                              | Lotus 25                              | D     | Climax               | Jim Clark Trevor Taylor Pedro Rodríguez Mike Spence                                | 1      | 54     |
| 1964  | Team Lotus                              | Lotus 25 Lotus 33                     | D     | Climax               | Peter Arundell Jim Clark Mike Spence Gerhard Mitter Walt Hansgen Moisés Solana     | 3      | 37     |
| 1965  | Team Lotus                              | Lotus 25 Lotus 33                     | D     | Climax               | Jim Clark Mike Spence Gerhard Mitter Geki Moisés Solana                            | 1      | 54     |
| 1966  | Team Lotus                              | Lotus 33 Lotus 43                     | F     | Climax BRM           | Jim Clark Peter Arundell Pedro Rodríguez Geki                                      | 6 5    | 8 13   |
| 1967  | Team Lotus                              | Lotus 33 Lotus 43 Lotus 49            | F     | Ford BRM Climax      | Jim Clark Graham Hill Eppie Wietzes Giancarlo Baghetti Moisés Solana               | 2 6 NS | 44 8 0 |
| 1968  | Team Lotus Gold Leaf Team Lotus         | Lotus 49 B                            | F     | Ford                 | Jim Clark Graham Hill Jackie Oliver Mario Andretti Bill Brack Moisés Solana        | 1      | 75     |
| 1969  | Gold Leaf Team Lotus                    | Lotus 49B Lotus 63                    | F     | Ford                 | Graham Hill Jochen Rindt Mario Andretti Richard Attwood John Miles                 | 3      | 47     |
| 1970  | Gold Leaf Team Lotus                    | Lotus 49 Lotus 72 B Lotus 72C         | F     | Ford                 | Jochen Rindt John Miles Emerson Fittipaldi Reine Wisell                            | 1      | 59     |
| 1971  | Gold Leaf Team Lotus                    | Lotus 72C Lotus 72D                   | F     | Ford Pratt & Whitney | Emerson Fittipaldi Reine Wisell Dave Charlton                                      | 5 10   | 21 0   |
| 1972  | John Player Team Lotus                  | Lotus 72D                             | F     | Ford                 | Emerson Fittipaldi David Walker Ronnie Peterson                                    | 1      | 61     |
| 1973  | John Player Team Lotus                  | Lotus 72D Lotus 72E                   | G     | Ford                 | Emerson Fittipaldi Ronnie Peterson                                                 | 1      | 92     |
| 1974  | John Player Team Lotus                  | Lotus 72E Lotus 76                    | G     | Ford                 | Ronnie Peterson Jacky Ickx Tim Schenken                                            | 4      | 42     |
| 1975  | John Player Team Lotus                  | Lotus 72E Lotus 72F                   | G     | Ford                 | Ronnie Peterson Jacky Ickx Jim Crawford Brian Henton John Watson                   | 7      | 9      |
| 1976  | John Player Team Lotus                  | Lotus 77                              | G     | Ford                 | Ronnie Peterson Mario Andretti Bob Evans Gunnar Nilsson                            | 4      | 29     |
| 1977  | John Player Team Lotus                  | Lotus 78                              | G     | Ford                 | Mario Andretti Gunnar Nilsson                                                      | 2      | 62     |
| 1978  | John Player Team Lotus                  | Lotus 78 Lotus 79                     | G     | Ford                 | Mario Andretti Ronnie Peterson Jean-Pierre Jarier                                  | 1      | 116    |
| 1979  | Martini Racing Team Lotus               | Lotus 79 Lotus 80                     | G     | Ford                 | Mario Andretti Carlos Reutemann                                                    | 4      | 39     |
| 1980  | Team Essex Lotus                        | Lotus 81 B                            | G     | Ford                 | Mario Andretti Elio de Angelis Nigel Mansell                                       | 5      | 17     |
| 1981  | Team Essex Lotus John Player Team Lotus | Lotus 81B Lotus 87                    | G     | Ford                 | Elio de Angelis Nigel Mansell                                                      | 7      | 22     |
| 1982  | John Player Team Lotus                  | Lotus 87B Lotus 91                    | G     | Ford                 | Elio de Angelis Nigel Mansell Roberto Moreno Geoff Lees                            | 5      | 30     |
| 1983  | John Player Team Lotus                  | Lotus 91 Lotus 92 Lotus 93T Lotus 94T | P     | Ford Renault         | Elio de Angelis Nigel Mansell                                                      | 12 8   | 1 11   |
| 1984  | John Player Team Lotus                  | Lotus 95T                             | G     | Renault              | Elio de Angelis Nigel Mansell                                                      | 3      | 47     |
| 1985  | John Player Special Team Lotus          | Lotus 97T                             | G     | Renault              | Elio de Angelis Ayrton Senna                                                       | 4      | 71     |
| 1986  | John Player Special Team Lotus          | Lotus 98T                             | G     | Renault              | Johnny Dumfries Ayrton Senna                                                       | 3      | 58     |
| 1987  | Camel Team Lotus Honda                  | Lotus 99T                             | G     | Honda                | Nelson Piquet Satoru Nakajima                                                      | 3      | 64     |
| 1988  | Camel Team Lotus Honda                  | Lotus 100T                            | G     | Honda                | Nelson Piquet Satoru Nakajima                                                      | 5      | 23     |
| 1989  | Camel Team Lotus                        | Lotus 101                             | G     | Judd                 | Nelson Piquet Satoru Nakajima                                                      | 6      | 15     |
| 1990  | Camel Team Lotus                        | Lotus 102                             | G     | Lamborghini          | Derek Warwick Martin Donnelly Johnny Herbert                                       | 8      | 3      |
| 1991  | Team Lotus                              | Lotus 102B                            | G     | Judd                 | Mika Häkkinen Julian Bailey Johnny Herbert Michael Bartels                         | 10     | 3      |
| 1992  | Team Lotus                              | Lotus 102D Lotus 107                  | G     | Ford                 | Mika Häkkinen Johnny Herbert                                                       | 5      | 13     |
| 1993  | Team Lotus                              | Lotus 107B                            | G     | Ford                 | Alessandro Zanardi Johnny Herbert Pedro Lamy                                       | 6      | 12     |
| 1994  | Team Lotus                              | Lotus 107C Lotus 109                  | G     | Mugen Honda          | Pedro Lamy Johnny Herbert Alessandro Zanardi Philippe Adams Éric Bernard Mika Salo | 12     | 0      |
| 2010  | Lotus Racing                            | Lotus T127                            | B     | Cosworth             | Jarno Trulli Heikki Kovalainen                                                     | 10     | 0      |
| 2011  | Team Lotus                              | Lotus T128                            | P     | Renault              | Heikki Kovalainen Jarno Trulli Karun Chandhok                                      | 10     | 0      |
| 2012  | Lotus F1 Team                           | Lotus E20                             | P     | Renault              | Kimi Räikkönen Romain Grosjean Jérôme d’Ambrosio                                   | 4      | 303    |
| 2013  | Lotus F1 Team                           | Lotus E21                             | P     | Renault              | Kimi Räikkönen Romain Grosjean Heikki Kovalainen                                   | 4      | 315    |
| 2014  | Lotus F1 Team                           | Lotus E22                             | P     | Renault              | Romain Grosjean Pastor Maldonado                                                   | 8      | 10     |
| 2015  | Lotus F1 Team                           | Lotus E23 Hybrid                      | P     | Mercedes             | Romain Grosjean Pastor Maldonado                                                   | 6      | 78     |

### Indianapolis 500
Tabela przedstawia wyniki wszystkich kierowców rywalizujących samochodami Lotus w wyścigu Indianapolis 500.
| Rok  | Kierowcy       | Nr | Start. | Msc. | Okr. | Uwagi           |
| ---- | -------------- | -- | ------ | ---- | ---- | --------------- |
| 1963 | Jim Clark      | 92 | 5      | 2    | 200  |                 |
| 1963 | Dan Gurney     | 93 | 12     | 7    | 200  |                 |
| 1964 | Jim Clark      | 6  | 1      | 24   | 47   | zawieszenie     |
| 1964 | Dan Gurney     | 12 | 6      | 17   | 110  | opony           |
| 1964 | Bobby Marshman | 51 | 2      | 25   | 39   | olej            |
| 1965 | A.J. Foyt      | 1  | 1      | 15   | 115  | tył             |
| 1965 | Dan Gurney     | 17 | 3      | 26   | 42   | rozrząd         |
| 1965 | Al Miller II   | 74 | 7      | 4    | 200  |                 |
| 1965 | Jim Clark      | 82 | 2      | 1    | 200  |                 |
| 1965 | Bobby Johns    | 83 | 22     | 7    | 197  |                 |
| 1966 | A.J. Foyt      | 2  | 18     | 26   | 0    | wypadek         |
| 1966 | Al Unser       | 18 | 23     | 12   | 161  | wypadek         |
| 1966 | Jim Clark      | 19 | 2      | 2    | 200  |                 |
| 1966 | Al Miller II   | 75 | 30     | 30   | 0    | wypadek         |
| 1967 | Larry Dickson  | 22 | 21     | 15   | 180  | wypadek         |
| 1967 | Jim Clark      | 31 | 16     | 31   | 35   | tłok            |
| 1967 | Graham Hill    | 81 | 31     | 32   | 23   | tłok            |
| 1968 | Art Pollard    | 20 | 11     | 13   | 188  | paliwo          |
| 1968 | Joe Leonard    | 60 | 1      | 12   | 191  | paliwo          |
| 1968 | Graham Hill    | 70 | 2      | 19   | 110  | wypadek         |
| 1969 | Art Pollard    | 40 | 12     | 31   | 7    | skrzynia biegów |